# The Dark Knight Rises
The Dark Knight Rises (Batman: El caballero de la noche asciende en Hispanoamérica y El caballero oscuro: la leyenda renace en España) es una película de superhéroes británico-estadounidense de 2012 dirigida, producida y coescrita por Christopher Nolan. Basada en el personaje Batman de DC Comics, la cinta es la tercera y última entrega de la serie fílmica Batman de Nolan, y la secuela de Batman Begins (2005) y The Dark Knight (2008). Christian Bale repite el papel principal de Bruce Wayne/Batman, junto con el mismo reparto de aliados: Michael Caine como Alfred Pennyworth, Gary Oldman como James Gordon, y Morgan Freeman como Lucius Fox. El filme introduce a Selina Kyle (Anne Hathaway), una ladrona astuta y moralmente ambigua, y Bane (Tom Hardy), un mercenario empeñado en destruir Gotham City y que fuerza a un Bruce Wayne más viejo a salir del retiro y volverse Batman nuevamente.
El director estaba indeciso sobre regresar a la serie por una vez más, pero accedió después de desarrollar una historia con su hermano y David S. Goyer, quien sintió que concluiría la trilogía de un modo satisfactorio. Se inspiró en el debut en cómics de Bane en la trama de 1993 Knightfall, la serie de 1986 The Dark Knight Returns y la historia de 1999 No Man's Land. El rodaje tuvo lugar en diversas localizaciones que incluyeron Jodhpur (India), Londres, Nottingham, Glasgow, Los Ángeles, Nueva York, Newark y Pittsburgh. El equipo usó cámaras IMAX de 70 mm para la mayor parte de la filmación, incluyendo los primeros seis minutos de la película, para optimizar la calidad de la imagen. Una variación del batavión, denominado el «Murciélago», un set de prisión subterráneo y un nuevo set de la batcueva se crearon específicamente para la película. Como con The Dark Knight, las campañas de comercialización viral comenzaron a principios de la producción. Cuando el rodaje concluyó, Warner Bros. reorientó su campaña: desarrollando sitios web promocionales, lanzando los primeros seis minutos de la película, proyectando varios tráileres y revelando información sobre la trama de la misma.
The Dark Knight Rises tuvo su estreno mundial en Nueva York el 16 de julio de 2012. Se estrenó en Australia y Nueva Zelanda el 19 de julio del mismo año, y en Norteamérica y el Reino Unido el 20 de julio. Recibió aclamación de la crítica, y varios de ellos la consideraron una de las mejores películas de 2012. Como su predecesora, la cinta recaudó mundialmente más de mil millones de dólares en taquilla, siendo la segunda película en la serie fílmica Batman, y por extensión la segunda película basada en un personaje de DC Comics, en ganar esa cantidad. Actualmente es la vigésimo cuarta película más recaudadora de todos los tiempos y la tercera más taquillera de 2012. Considerada como una de las mejores películas de superhéroes de todos los tiempos y la mejor película de la década de 2010 y de todos los tiempos.

## Argumento
Ocho años después de los eventos de The Dark Knight, se ha creado un nueva ley conocida como la «Ley Dent» la cual garantiza en darle poderes al Departamento de Policía de Gotham City, con la cual casi han erradicado el crimen organizado de Gotham City, mientras que a raíz de eso Batman ha desaparecido del ojo público y con una orden de captura en su contra por el supuesto asesinato de Dent, con tal de encubrir los malvados crímenes que Dent cometió como Dos Caras y de esta forma evitar que en ese entonces el lunático criminal conocido como Joker ganara la batalla de aquel incidente. Mientras tanto, en Extremo Oriente, tres ladrones son interrogados en un avión por agentes de la CIA para saber el paradero del peligroso terrorista Bane; sin embargo y para sorpresa de los agentes, entre los prisioneros se encuentra el propio Bane, quien les revela que su plan consistía en que lo atraparan para poder capturar al doctor Leonid Pavel, un renombrado físico nuclear, quien también estaba en el avión. Después de eso, el avión donde viajaban los agentes es derribado y éstos son asesinados por los secuaces de Bane, no sin antes llevarse con vida al doctor Pavel y hacer que todo parezca un accidente de avión.
Durante un acto en el aniversario luctuoso de Dent en la reconstruida Mansión Wayne y todavía sintiéndose culpable por encubrir los crímenes del entonces fiscal, el comisionado James Gordon escribe un discurso de renuncia confesando la verdad y la completa inocencia de Batman sobre los acontecimientos de aquella noche, pero decide no leerlo, ya que asume que la ciudad todavía no está lista para escuchar toda la verdad. Durante ese tiempo pasado y debido al actual estado de bienestar de la ciudad, Batman también ha desaparecido totalmente de Gotham City y el mismo Bruce Wayne se ha convertido en un ermitaño deprimido y agobiado, luchando con los recuerdos de lo ocurrido ocho años atrás. Por otro lado, la astuta ladrona Selina Kyle entra en escena, haciéndose pasar por una camarera que trabaja en la Mansión Wayne durante el aniversario de Dent. Al llevar alimentos a un piso superior de la mansión aprovecha la ocasión y roba un collar de perlas de la madre de Bruce y obtiene las huellas digitales del millonario de su mansión, no sin antes encontrarse cara a cara con el mismísimo Wayne. Selina, al ver a Bruce, le confiesa que no está en sus modales golpear a un "discapacitado" (ya que Bruce se ve totalmente deteriorado, más viejo y usando un bastón para poder caminar por un problema de movilidad en su pierna derecha, debido a la caída que sufrió en el edificio en el que salvó al hijo de Gordon de ser asesinado por Dent). Tras entablar una conversación y dejar en el suelo a Bruce, se burla de este y termina diciendo: "A veces hay que hacer excepciones". Posteriormente Selina huye de la habitación con las perlas y huellas, secuestra a un congresista seduciéndolo y luego desaparece. 
Más tarde, le entrega las huellas de Wayne a Phillip Stryver, asistente de su empresario rival John Daggett, esperando que borren su historial criminal y liberen a su amiga y cómplice Jen. Sin embargo Stryver la traiciona ya que según este no quiere dejar cabos sueltos, por lo que Selina usa el teléfono del congresista para alertar a la policía de su ubicación. Rápidamente el comisionado Gordon y su escuadrón llegan para encontrarlo y luego persiguen a sus hombres hasta las alcantarillas, mientras Selina logra escabullirse de la policía y escapar del lugar. El militante enmascarado Bane captura a Gordon tras ser atacado y el discurso cae en manos del villano quien trata de interrogar a Gordon, pero este escapa herido y es encontrado por John Blake, un joven policía, huérfano de niño, que ha deducido la verdadera identidad de Batman por sus orígenes similares. Blake va a la mansión de Wayne e implora a este, en nombre suyo y de Gordon, que regrese como Batman para poder combatir a la nueva amenaza que se avecina a la ciudad.
Bruce vuelve después de mucho tiempo a la Batcueva para averiguar el paradero de Selina, mientras que su mayordomo y mentor Alfred Pennyworth le aconseja que salga al mundo nuevamente, ya que no quiere verlo encerrado y deprimido de por vida. Sin embargo Bruce se niega, diciendo que sin Rachel no hay nada para él afuera, a lo que Alfred responde exponiéndole un íntimo deseo: todos los años, cuando va de vacaciones a Florencia, Italia, suele ir a una cafetería y mientras toma un trago de Fernet Branca observa las otras mesas, imaginando que en alguna de ellas estará Bruce junto a su novia o esposa y que sin necesidad de saludarse, sabría que Bruce está "a salvo y feliz". Dado que este era su gran sueño después de que Bruce se exiliase durante siete años (durante los sucesos en Batman Begins) sabiendo que en Gotham no tendría ningún futuro, pero este no hace caso del consejo de su mayordomo y continúa la búsqueda de Selina; aun así, Alfred le hace una última advertencia a su amo de que desista de su idea de volver como Batman, pero luego le explica que ha investigado por su cuenta a Bane y ha descubierto que nació y se crio en una horrible cárcel de un lejano país del Medio Oriente, donde se volvió una persona cruel e inhumana y que tras salir de allí fue reclutado por la Liga de las Sombras y entrenado personalmente por el mismo Ra's al Ghul. Sin embargo, como Bane era alguien excesivamente sanguinario aun para los miembros de la Liga, estos terminaron por excomulgarlo de la misma.
Bruce queda confundido sobre si regresar como Batman le hará un bien o un mal a la ciudad, por lo que decide visitar en secreto a Gordon en el hospital bajo la excusa de un chequeo médico, en el cual el doctor le advierte que su cuerpo muestra señales de haber recibido por mucho tiempo un duro castigo y que las secuelas son muchas y graves, entre estas que por la caída ya no tiene cartílago, por lo que ya no es apto para cualquier actividad que exija esfuerzo. Aun así, Bruce visita a Gordon usando una máscara y este le comenta lo arrepentido que está de haber encubierto los crímenes cometidos por Dent, y que por culpa de las decisiones de ambos la única victoria de Batman terminó siendo una mentira que poco a poco se desmorona. Además Gordon le comenta que necesitarán que Batman regrese una vez más. Posteriormente esa misma noche, Bruce se coloca un prototipo robótico de andadera en su pierna derecha fracturada, para que pueda moverse mejor, la cual en un principio le causa un dolor intenso pero aun así consigue estabilizarse y caminar un poco mejor y sin su bastón, momentos después Bruce decide seguir el rastro de Selina hasta una fiesta de caridad, en la cual este recupera el collar de perlas de su madre; sin embargo, Selina al mismo tiempo le roba la tarjeta del estacionamiento y las llaves de su Lamborghini Aventador sin que este se diera cuenta, no sin antes compartir un beso.
Empresas Wayne no es rentable después de que Bruce descontinuó su proyecto del reactor de fusión, el cual era un proyecto de energía limpia impulsado por la filántropa y empresaria Miranda Tate cuando se enteró de que podría convertirse en una bomba nuclear. Más tarde, Bane ataca la bolsa de valores de Gotham City, usando las huellas del empresario en una transacción que lo deja en la quiebra, lo que casi obliga a Bruce a dejarle el control de su empresa a Daggett. Durante su huida de la bolsa de valores de Gotham City, Bane y sus secuaces capturan a tres rehenes y se los llevan en sus motos, pero en ese momento, Batman hace su reaparición y detiene a los secuaces de Bane. Todos los autos policiales deciden dejar de perseguir a Bane permitiéndole escapar y se enfrascan en la captura de Batman para arrestarlo por el falso asesinato de Harvey Dent. Batman, quien no ha perdido su habilidad en conducir su Batpod, logra evadir hábilmente a los oficiales que lo persiguen y "arrinconarse" en un callejón sin salida, pero el hombre murciélago escapa en su nuevo transporte volador, el Murciélago, diseñado por Lucius Fox, ante la estupefacta mirada de los agentes policiales de Gotham y de paso salva a Selina de asesinos al servicio de Daggett y Bane, en un vano intento por parte de esta de conseguir el software que borraría sus antecedentes, llamado "Clean Slate" (Cuenta en Ceros).
De regreso a la Batcueva, Alfred se opone a que vuelva a la antigua identidad secreta debido a su preocupación por el futuro de Wayne cuando deba enfrentarse a Bane, ya que Alfred sabe perfectamente que Bruce no es rival para él debido a que conoce su ferocidad, pero Bruce trata de convencerlo de que detendrá a Bane como detuvo a Ra's al Ghul la primera vez. Alfred, preocupado de que Bruce no haya superado el hecho de ser Batman, decide confesarle a su amo toda la verdad sobre Rachel Dawes y que poco antes de morir, esta última le había escrito una carta dirigida a Bruce en la que le decía que había decidido casarse con Dent en ese entonces, sabiendo que Bruce nunca dejaría de ser Batman; y que para ahorrarle el dolor que sentiría al leerla, había decidido quemarla y ocultarle la verdad, pero a raíz de eso Bruce se desilusiona de su mayordomo por no decirle nada de ello y poco después Alfred renuncia y se despide de Bruce, en un último intento por disuadirlo.
Al día siguiente, Bruce recibe la visita de Lucius y le muestra la portada del periódico local en la que se anuncia que a raíz del ataque perpetrado en la bolsa de valores, Bruce y su compañía han quedado en la ruina y que podrían a largo plazo demostrar el fraude cometido y apelarlo ante un juzgado, pero por ahora Bruce esta en bancarrota y Empresas Wayne esta a punto de caer en manos de Daggett. Sin embargo Bruce sospechando y temiendo que Daggett, el jefe de Bane, obtuviera acceso al reactor además de haber empleado a aquel para lograr dicha toma hostil de su compañía, le pide a la miembro de la comisión directiva Miranda Tate que tome el control de su empresa. Bane sin embargo, tiene otros planes, y mata a Daggett para tomar el control de su infraestructura. En el hospital, el comisionado promueve a Blake a detective para que pueda reportarle a él directamente, después de informarle de las acciones de Daggett, cuyo cadáver fue encontrado en un basurero y podría tener conexión con Bane.
Después de que le prometieran el software para borrar su historial criminal, Selina accede a llevar a Batman con Bane, pero en su lugar lo lleva a su trampa, ya que si lograba entregárselo a Bane no la asesinarían. Bane hace acto de presencia delante de Selina y Batman, cuya identidad secreta conoce y revela para sorpresa de ella. El mercenario revela que pretende cumplir la misión de destruir Gotham con los remanentes de la Liga de las Sombras, y así mismo revela que estaba usando las firmas de construcción de Daggett para plantar explosivos por toda la ciudad y llevar a cabo un robo en la División de Ciencias Aplicadas de Empresas Wayne, la división secreta donde estaba almacenado todo el arsenal del hombre murciélago. Por otro lado, Bane inmediatamente lucha con Batman, pero el paso de los ocho años han deteriorado su velocidad y habilidad de combate, dejándolo totalmente fuera de su antigua y formidable condición física frente a un veloz y muy fuerte enemigo que no duda en castigar ferozmente al hombre murciélago. Ante esta desventaja, Batman recurre a bombas de humo y luego utiliza el dispositivo que anula la energía eléctrica del lugar para quedar a oscuras y así obtener ventaja, pero Bane resulta más hábil en ambos trucos al haber sido entrenado por la Liga de las Sombras, atacando a Batman una y otra vez hasta romperle la máscara con sus puños. Finalmente, cuando Bruce trata de atacarlo, lo levanta con facilidad y al dejarlo caer le da un brutal rodillazo en la espalda, desplazándole una vértebra, luego de este brutal castigo, Bruce queda inconsciente y es llevado hasta una prisión extranjera donde Bane se crio y de la cual escapar es prácticamente imposible. Por otro lado Selina, quien había presenciado la cruel agresión de Bane hacia Batman, decide huir de la ciudad completamente asustada por lo ocurrido con Bane, pero antes de que pudiese escapar es rápidamente detenida en el aeropuerto por Blake por sus crímenes, incluido el secuestro del congresista, quien la había denunciado pese a estar completamente enamorado de ella.
Mientras tanto, en una maniobra estratégica perfectamente ejecutada, Bane atrae a la policía de Gotham bajo tierra y colapsa las salidas con ellos adentro, mientras se llevaba a cabo un juego de fútbol americano en el que participaba el equipo de Gotham. También destruye la mayoría de los puentes y mata al alcalde Anthony García y fuerza al físico nuclear cautivo, el Dr. Pavel, a convertir al reactor en una bomba nuclear, usándola para tener a Gotham de rehén y convertirla en una ciudad-estado aislada del mundo y regida bajo una Ley marcial dirigida por sus acólitos y que cualquier intento de los ciudadanos de escapar de la ciudad o interferencia del exterior resultará en la detonación del núcleo de fusión de neutrones construido por Empresas Wayne, convertido en una bomba de tiempo a control remoto, además de ello y al ser el Dr. Pavel la única persona capaz de desarmar el dispositivo recientemente armado, Bane rápidamente le rompe el cuello a este, matándolo en el acto, para así evitar que cualquiera pudiese convencer al Dr. Pavel de desactivar el reactor de fusión. Posteriormente, Bane llega hasta la entrada de la Penitenciaria Blackgate, donde primero lee el discurso que le robó a Gordon frente a los medios de comunicación y revela públicamente el encubrimiento de todos los crímenes cometidos por Dent y la completa inocencia de Batman en los mismos, para momentos después liberar a todos los prisioneros de la prisión, iniciando una revolución en donde expropia las propiedades a los ricos y poderosos, los cuales son sacados por la fuerza de sus casas y sometidos a juicios injustos presididos por el Dr. Jonathan Crane, donde cualquier sentencia es una muerte segura; entre los juzgados se encuentra el mismo Stryver. Por su parte, Blake rápidamente trata de rescatar a Gordon en el hospital donde se encontraba de los matones de Bane, quienes venían a matarlo, pero afortunadamente el comisionado Gordon pese a su condición consigue vencerlos y es rescatado de paso por Blake, quien después se decepciona de Gordon al ver a Bane leer el discurso robado a Gordon. Después de fallar en el intento de infiltrar a soldados de las Fuerzas Especiales en la ciudad, el gobierno establece un bloqueo sobre Gotham City y la ciudad se sumerge en un estado de caos.
Tras cuatro meses de convalecencia, Wayne se recupera de sus heridas después de que otro recluso lo ayudara a ponerle la vértebra desplazada en su lugar mediante un doloroso procedimiento siguiendo el consejo del ex-médico de la prisión, quien también está encerrado en la celda que esta a lado. Este hombre relata cómo Ra's al Ghul, hace mucho, fue condenado a la prisión por enamorarse y casarse en secreto con la hija de un poderoso cacique de la región, pero en vez de eso lo exilió, ya que ella exigió tomar su lugar sin que él lo supiera. De esta forma el hijo que ella esperaba nació y creció dentro de la prisión, hasta que un día que el doctor olvidó cerrar la celda de su madre y debido a su imprudencia, una multitud de reos entraron a la fuerza en la celda y rápidamente estos la violaron y luego la asesinaron en el proceso, pero el niño por otro lado se salvó de esto, ya que uno de los presos era un fuerte asesino que se apiadó y decidió cuidarlo, hasta que llegó el día en que el niño trepó hasta la única salida, convirtiéndose así en una leyenda como el único reo que había logrado escapar de allí. Finalmente, el hombre le explica a Bruce que tras haber peleado y resistido tantos intentos de asesinato dentro de la prisión, Bane quedó con un dolor incontrolable debido a los intentos fallidos del doctor por tratar de curarlo. Por lo tanto, debe usar una máscara para mitigar el dolor de su lesiones crónicas. Bruce hace un arduo entrenamiento para volver como el antiguo Batman y poder enfrentarse a Bane. Tras dos intentos fallidos de salir de la prisión, el doctor le dice a Bruce que este no le teme a la muerte por como intenta salir, y que cree que no pensar en ello lo hará fuerte, pero en realidad lo debilita y que sin el impulso más poderoso del espíritu, el miedo a la muerte, Bruce nunca podrá salir. En desesperación y medio enojado, Bruce le responde que tiene miedo de morir en ese lugar mientras su ciudad arde y sin nadie que la salve. Entonces el doctor le menciona a Bruce que vaya y trepe nuevamente, pero en eso Bruce le pregunta al doctor cómo espera que lo haga, hasta que el doctor le menciona a Bruce que lo haga igual que lo hizo el niño de la primera vez: "sin la soga de apoyo", a la que usualmente atan Bruce y a otros reos cuando estos intentan subir la pared y evitar morir en la caída cada vez que fallan, ya que de esa forma Bruce volverá a sentir miedo. Ahora y siguiendo el consejo del doctor, Bruce decide empacar unas provisiones para el viaje y se prepara para hacer un último intento, alentado por todos los demás presos, los cuales empiezan a animarlo diciendo en una lengua extranjera la palabra: "Asciende". Inmediatamente, Bruce inicia su ascenso por tercera vez, sólo que ahora sin la soga de apoyo y en un principio Bruce consigue escalar sin problemas los primeros metros de la empinada pared, pero justo cuando llega hasta una saliente, que es la zona donde usualmente los presos siempre fallaban en saltar, Bruce es sorpresivamente asustado por una bandada de murciélagos que vivían en una pequeña caverna en el muro de la saliente, lo que hace que vuelva a sentir miedo. Finalmente de un salto de fe, Bruce logra llegar hasta la siguiente cornisa y escapar de la prisión, ganándose el alabo de todos los presos por lograr tal hazaña. Antes de irse de aquel lugar y como agradecimiento por cuidarlo durante su recuperación, Bruce les lanza la soga de ascenso que está en la cima a los demás presos, para que estos puedan salir y continua su camino de regreso a Gotham City. 
Mientras tanto en Gotham City, Phillip Stryver es llevado ante el tribunal dirigido por Crane y este elige ser exiliado de la ciudad, pero para infortunio suyo, es obligado a caminar sobre el río congelado y acaba por caer en el agua helada, donde muere. Por otro lado, Selina rescata a un niño de un vecindario aledaño a quien unos mercenarios trataban de golpear por supuestamente robarles una manzana y posteriormente es confrontada por Bruce, quien le entrega el programa "La Cuenta en Ceros" el cual borraría todos sus antecedentes, pero que a cambio de ello necesita su ayuda para encontrar a Blake, Tate, Gordon y Lucius Fox, especialmente a este último para ayudar a evitar la detonación de la bomba. Posteriormente Batman, junto con Selina y Blake, logran liberar a los policías cautivos en el subterráneo, por otro lado Batman decide entregarle su Bat-Pod a Selina donde esta última menciona que solo abrirá el túnel con los cañones y se irá de la ciudad, pero también le pide a Batman huir con ella, ya que según Selina, Batman no tiene que demostrarle nada más a la ciudad, ya que el se los dio todo, pero este responde que no puede hacerlo hasta no haber detenido a Bane. Mientras tanto, Blake por su parte ayuda a huir a los huérfanos de la ciudad pero es rechazado por los soldados aún temiendo la amenaza de la bomba. Mientras la policía y las fuerzas de Bane se enfrentan, Batman y Bane se encuentran y empieza otro feroz combate entre ambos. Debido a su entrenamiento previo, Batman ha logrado recuperar su velocidad y habilidad en combate y ahora la pelea está casi igualada; pero aun así Bane resulta ser un rival casi invencible debido a su fuerza y brutalidad. Aprovechando una oportunidad, Batman utiliza las escamas metálicas de su antebrazo y arruina uno de los conductos de la máscara de Bane, provocando que en medio de la confrontación, Bane se alarme y empiece a preocuparse más por arreglar su máscara, la cual suministra un gas especial que le alivia el dolor agonizante que sufre, en lugar de enfrentarse al hombre murciélago.
Batman finalmente tiene controlada la pelea y deja fuera de combate a Bane, no sin antes castigarlo de la misma forma que este lo hizo previamente con él, dentro del edificio del ayuntamiento. Rápidamente, Batman le entrega un cuchillo a Miranda (que estaba secuestrada por Bane) para que vigile la entrada y luego trata de interrogar a Bane sobre el detonador, pero en eso Bane en medio de su agonía le menciona a Batman que este lo había destruido previamente y como fue que pudo regresar, en eso Batman le responde a Bane que si este creyó que fue el único que encontró la fuerza para escapar de aquella prisión donde lo dejó anteriormente y vuelve a insistirle en donde esta el detonador, pero en ese momento Bane le revela que este último nunca logró escapar de aquella prisión. Al no entender esto último, Batman se confunde y comenta que si Bane no es aquel niño que escapo de prisión y tampoco ser hijo de Ra's al Ghul, entonces quien fue el que escapo realmente en esa ocasión, pero justo en ese momento Miranda interviene y apuñala al héroe, revelando que en realidad es Talia al Ghul, la hija de Ra's. Ante esta revelación, Batman le pregunta porque hace todo esto y esta última le cuenta que cuando era una niña fue ella quien escapó de la prisión con la ayuda de su compañero de prisión y protector, Bane. Una vez que ella escapó de ese lugar se encontró con su padre, Ra's al Ghul y un tiempo después volvió con este y la Liga de la Sombras para ejercer una horrible venganza contra los presos y rescatar a Bane; sin embargo, para cuando ellos llegaron, los demás prisioneros y el doctor ya habían terminado con su amigo y protector, ya que la salud de Bane estaba muy deteriorada debido a sus heridas y que después de eso menciona que la Liga de la Sombras los adoptó y los entrenó, pero Ra's no pudo aceptar a Bane, ya que para este su sola existencia le recordaba el horrible infierno en el que había muerto su esposa. A raíz de eso, excomulgó a Bane de la Liga de la Sombras y que su único crimen fue haber amado y protegido a Talia. Ésta también menciona que nunca pudo perdonar a su padre por ello, hasta que Bruce lo mató durante los acontecimientos de Batman Begins. Bruce trata de persuadir a Talia que no detone la bomba, ya que en ese entonces Ra's planeaba cometer genocidio contra millones de inocentes, pero Talia le menciona en tono despectivo que "inocente" no es una palabra que describa a Gotham City, pese a sus esfuerzos como Batman por ayudar a la ciudad y que honrará el legado de su padre terminando lo que este inició detonando la bomba y destruyendo a toda Gotham City. En medio de la confesión de Talia, el comisionado Gordon logra entrar al camión que contiene la bomba y bloquea la señal remota del detonador usando un dispositivo que le entregó Batman previamente, evitando la detonación remota. En ese momento, cuando Talia activa el detonador, ésta descubre que no pasa nada y justo entonces uno de los mercenarios le avisa que están atacado el camión que transporta la bomba. En eso Talia deduce que Gordon es el responsable y que a pesar de que haya podido encontrar la forma de bloquear la señal remota del detonador, solamente les dio un lapso de 11 minutos, por lo que Talia le menciona a uno de los mercenarios que preparen un convoy para asegurar la bomba hasta su inminente explosión, pero antes de irse le menciona a Bane que no mate a Bruce ya que ésta quiere, hablando en forma metafórica, que Bruce sienta el calor sabiendo cómo morirán 12 millones de personas que habitan en Gotham City debido a la explosión de la bomba y a las que este les falló, donde poco después Talia se despide de Bane antes de irse en el convoy para encontrar la bomba.
Una vez que Talia se retira de la escena, Bane le menciona a Batman diciendo: "Ambos sabemos que tengo que matarte... ¡Vas a tener que imaginarte el fuego!", por lo que Bane opta por apuntarle a Batman con una escopeta con plena intención de matarlo, pero súbitamente Selina se aparece en la escena y le dispara al mercenario con los cañones del Batpod, matándolo en el acto. Ahora con Bane fuera de combate permanentemente, Batman decide perseguir a Talia con el Murciélago, la aeronave desarrollada por Fox, esperando volver a llevar la bomba de vuelta al reactor, donde puede estabilizarse. Pero en medio de la persecución el camión de Talia se estrella violentamente al saltar desde un paso elevado y se detiene en medio de la carretera, haciendo que el comisionado Gordon salga del contenedor medio lastimado aunque ileso, pero justo cuando Batman, Catwoman y Gordon se acercan a la cabina del camión destruido, Talia les revela que Lucius le enseñó como anular el reactor y activa remotamente la compuerta de emergencia para inundar la cámara del reactor ante la incrédula mirada de Lucius Fox, el cual intentaba estabilizar la bomba en dicha cámara, pero afortunadamente este logra salvarse por poco de morir ahogado usando una escalera de emergencia. Por su parte Talia, agonizando por sus heridas, les comenta a Batman, Catwoman y Gordon que ya no hay manera de que la bomba pueda desactivarse y que debían prepararse porque según ella el trabajo de Ra's estaba hecho y finalmente muere. Sin modo de detener la explosión pero lejos de aceptar la derrota, Batman idea un plan de riesgo mortal para llevarse la bomba fuera de la ciudad, usado la aeronave para trasladarla hacia la bahía, pero como Fox nunca reparó el programa del piloto automático para la aeronave, Selina se da cuenta de que se trata de una misión sin retorno. Impulsivamente, le dice que debió irse con ella, pero Batman le dice que ella tampoco se fue. Selina le da un emotivo beso a Batman y se despide, mientras que Gordon le pide revelar la identidad del héroe que salvó la ciudad, a lo que Batman le responde con un indicio, diciendo: "Cualquiera puede ser héroe, incluso un hombre que hace algo tan simple como calmar y ponerle un abrigo en los hombros a un niño y después decirle no era el fin del mundo". Gordon capta el mensaje de Batman, al recordar como él, siendo un joven oficial de policía, abrigó a un joven Bruce la noche en que mataron a sus padres y descubre finalmente la verdadera identidad del hombre murciélago como Bruce Wayne. Por otro lado y usando la aeronave desarrollada y denominada por Fox como "El Murciélago", Batman levanta vuelo llevándose la bomba más allá de los límites de la ciudad, donde segundos después explota sobre el océano, salvando a toda la ciudad.
Como consecuencia de este hecho, la ciudad da por muerto en batalla a Batman y lo honran como un héroe con un monumento en el ayuntamiento de la ciudad, por otro lado Bruce también es dado por muerto durante los disturbios iniciales, finalmente en el testamento de Wayne, se menciona que la Mansión Wayne quedara en posesión de Gotham City, bajo la condición de que la misma jamás sea demolida, alterada o modificada de ninguna forma, para que esta se convierta en el nuevo orfanato de la ciudad, también anuncian que el contenido de la mansión y otras de las propiedades de Wayne podrán venderse, para así cubrir las cuentas pendientes de la propiedad, mientras que el resto de su fortuna quedara totalmente en posesión de Alfred, además de ello también descubren que el collar de perlas que era de la madre de Bruce ha desaparecido nuevamente (se descubre que Bruce se las obsequió a Selina antes del ataque). Después del funeral de Bruce, el mismo Blake desea revelar la verdadera identidad de Batman al mundo como tributo, pero Gordon considera que es mejor que la misma permanezca en secreto. Por otro lado Fox, durante una de las reparaciones en el otro modelo del Murciélago, descubre que fue el mismo Bruce quien arregló el piloto automático del Murciélago con un parche de software seis meses antes, por otro lado, Gordon encuentra la batiseñal reparada y empieza a sonreír de felicidad al deducir que Batman aún sigue con vida. Mientras tanto, Alfred visita Florencia, Italia donde se sienta un restaurante y pide un trago de Fernet Branca, pero en eso ve a Bruce y Selina juntos y ambos se saludan en silencio, cumpliéndose así el sueño que Alfred había mencionado previamente. Finalmente, Blake renuncia a la fuerza policial y usa su nombre legal, donde se revela como Robin y hereda la Baticueva tras recibir su localización exacta en el testamento de Bruce, dejando a Blake como su sucesor y nuevo Batman.

## Reparto
- Christian Bale como Bruce Wayne / Batman:

Un multimillonario que se dedica a proteger a Gotham City del mundo criminal como un vigilante nocturno con aspecto de murciélago. Nolan dijo que, debido a la brecha de ocho años entre los eventos de The Dark Knight y los de The Dark Knight Rises, «es un Bruce Wayne más viejo; no está en un gran estado». Bale había empleado la disciplina de artes marciales llamada Keysi en las cintas anteriores, pero debido al estado actual de Bruce y el estilo de Bane, el método sufrió modificaciones. El actor dijo que The Dark Knight Rises sería la última película en la que él interpretara a Batman. Describió al arco del personaje como finalmente confrontar el dolor de la pérdida que ha aplazado durante años combatiendo criminales equilibrado con la necesidad de interiorizar el dolor para no ceder a sus emociones y convertirse en el asesino que la ciudad ya cree que es. También reconoció que Batman no es un individuo perfecto, que «no es un individuo sano, es alguien que está haciendo el bien, pero está justo al borde de hacer el mal. Tiene a ese asesino dentro suyo que trata con desesperación no soltar su correa. Y eso es a lo que siempre regreso». Aclara que «no quiere olvidar (la muerte de sus padres). Quiere conservar esa furia que sintió ante esa injusticia. Pero igualmente quiere presentarle este personaje muy vacío y desalmado a Gotham, para que con suerte nadie sospeche de él sino que solo piense que es un bastardo malcriado». El actor se sintió amargado por dejar la franquicia, diciendo que era como «despedirse de un viejo amigo».
- Michael Caine como Alfred Pennyworth:[23]

El confiable mayordomo de Bruce, que ha actuado como una figura paterna para él y continúa ayudándolo en sus misiones así como dándole consejos útiles, aunque es incapaz de aceptar el deseo de su amo de revivir su personaje de Batman, yendo tan lejos como para renunciar a su puesto para inculcar la seriedad de la posición de Bruce sobre él. El director enfatizó el vínculo emocional entre Alfred y Bruce, acentuando su importancia en las películas anteriores y prediciendo que la relación estaría tensa como nunca antes.
- Gary Oldman como el Comisario James Gordon:[23]

El Comisario del Departamento de Policía de Gotham City y uno de los pocos policías honestos de la ciudad. Oldman dijo que el trabajo del personaje de limpiar Gotham lo ha dejado cansado del mundo y un poco aburrido, comparando al personaje con un soldado que tiene la oportunidad de estar en las primeras filas. Su vida ha tomado un giro para peor desde The Dark Knight; su esposa lo ha dejado y se ha llevado a sus hijos, y el alcalde planea despedirlo. El comisario se siente culpable por su papel en el encubrimiento de los crímenes de Harvey Dent hasta el punto de que está preparado para renunciar a su puesto por ello, pero se abstiene de hacerlo cuando siente que Gotham está por recibir una nueva amenaza.
- Anne Hathaway como Selina Kyle / Catwoman:[25][26]

Una ladrona profesional, estafadora y mujer fatal que establece una relación de burlas juguetonas con el héroe que «le quita algo de lo sombrío al personaje de [Bale]», yendo tras una programa de computadora de «borrón y cuenta nueva» para poder borrar su historial criminal cuando se cruza tanto con Bruce como con Batman. Hathaway audicionó sin saber para qué papel la estaban considerando, admitiendo que tenía un personaje en mente, pero solo supo que el papel era Catwoman después de hablar con Nolan por una hora. La actriz describió al papel como el más físicamente demandante que había interpretado, y confesó que aunque pensaba que estaba en forma, tuvo que intensificar sus esfuerzos en el gimnasio para estar al día con las exigencias del papel. Entrenaba cinco días a la semana para el papel, incluyendo ejercicios rigurosos y entrenamiento de escenas de riesgo seguidos por una hora y media de danza. Explicó: «Siempre he pensado que la meta era la delgadez, pero con este trabajo también debo ser fuerte». Entrenó extensamente en artes marciales para el papel, y apuntó a Hedy Lamarr —que fue la inspiración para el personaje de Catwoman— al desarrollar su actuación.
- Tom Hardy como Bane:[25]

Un mercenario revolucionario excomulgado de la Liga de las Sombras, que se retrata como un «libertador» y pretende continuar con el legado de Ra's al Ghul al terminar su trabajo de destruir Gotham. El director eligió al personaje debido a su deseo de ver a Batman a prueba tanto a nivel físico como mental. Según la diseñadora de vestuario Lindy Hemming, el villano usa una máscara que le provee un gas analgésico para aliviar el dolor que sufre de una lesión «al principio de la historia». Hardy describió a Bane como «un terrorista tanto en mentalidad como en acción brutal» y como alguien que es «espléndido en su discurso, [con] el físico de un gorila». El actor pretendió interpretar al personaje como «más amenazante» que la versión del personaje de Robert Swenson en Batman y Robin de Joel Schumacher y que para hacer eso, su interpretación implicó crear una contradicción entre su voz y cuerpo. Aumentó 30 libras (14 kg) para el papel, incrementando su peso a 198 libras (90 kg). Basó la voz de Bane en varias influencias, incluyendo a Bartley Gorman, así como un deseo de honrar el intelecto y la herencia caribeña del personaje. Describe el estilo de lucha de su personaje como «Brutal. Es un tipo grande increíblemente cínico, por el hecho de que tiene un estilo de lucha basado y orientado en el resultado. No es sobre pelear. Es sobre matar. El estilo es torpe, lento, es desagradable. Cualquier cosa, desde manipular pequeñas articulaciones hasta aplastar cráneos y cajas torácicas, pisotear pantorrillas, rodillas y cuellos». Bane proclama que los enemigos de su revolución son los ricos y corruptos, quienes están oprimiendo a «la gente» y engañándola con mitos de oportunidades. El teórico político y crítico cultural Slavoj Žižek ve que el mercenario combate la «injusticia estructural», comparándolo con un Che Guevara moderno que en contra de su intuición es llevado a la violencia por un sentimiento de amor. Otros compararon al villano con un «Robespierre de alta tecnología con esteroides», una tríada fusionada de Lenin, bin Laden y Steve Austin empeñada en fomentar la «retribución proletaria», y «la única cosa que es peor que el anarquista delirante de la segunda película: un demagogo».
- Marion Cotillard como Miranda Tate / Talia al Ghul:[39]

La hija de Ra's al Ghul, que se ha convertido en una miembro de la comisión directiva de Wayne Enterprises y alienta a un todavía afligido Bruce a reincorporarse a la sociedad y continuar las obras benéficas de su padre. Cotillard negó las especulaciones de que tendría un papel dual como Miranda y Talia, diciendo que su personaje era una creación completamente original, aunque el montaje final de la película reveló que esto fue una distracción. Nolan describe a Tate como la fuente de «una gran sensación de esperanza para Bruce» a instancias de Alfred y Lucius Fox.
- Joey King como la joven Talia al Ghul

- Joseph Gordon-Levitt como el Sgto. John Blake:

Un joven oficial de policía cuyos instintos lo llevan a creer que hay un problema en el horizonte. Viendo algo de sí mismo en Blake, el comisario Gordon lo promueve a detective. El policía representa el idealismo que Gordon y Bruce Wayne una vez tuvieron, pero pronto perdieron en su batalla contra el crimen en la ciudad. La película revela que su nombre legal es Robin John Blake, un homenaje al ayudante de Batman en los cómics, Robin.
- Morgan Freeman como Lucius Fox:[23]

El director ejecutivo de Wayne Enterprises, que maneja la compañía en nombre de Bruce y sirve como su armero, proporcionándole equipamiento de alta tecnología. Su posición como presidente de Wayne Enterprises le permite desarrollar tecnología y armamento de punta con discreción, hasta el punto de que la compañía comienza a perder dinero.
- Liam Neeson como Ra's al Ghul:

El reciente líder de la Liga de las Sombras, que brevemente aparece ante un Bruce Wayne encarcelado en una alucinación. Neeson dijo que no estaba al tanto de su papel o si siquiera estaría en la película, debido a su confidencialidad.
- Josh Pence como el joven Ra's al Ghul:

Aparece en escenas que transcurren treinta años antes de los eventos de Batman Begins.
Cillian Murphy repite su papel como el Dr. Jonathan Crane / Espantapájaros de las películas anteriores. Entre otros miembros del reparto se encuentran Néstor Carbonell repitiendo su papel como el alcalde Anthony García; Alon Abutbul como el Dr. Leonid Pavel, un físico nuclear ruso; Juno Temple como Jen, amiga y cómplice de Selina Kyle; Matthew Modine como el Subcomisionado Peter Foley; Ben Mendelsohn como el empresario rival de Bruce Wayne John Daggett, con Burn Gorman como su asistente Philip Stryver; Brett Cullen como un congresista; Chris Ellis como el Padre Reilly, un sacerdote; Aidan Gillen como un agente de la CIA; Rob Brown y Desmond Harrington como oficiales de policía; Josh Stewart como Barsad, mano derecha de Bane; Christopher Judge como uno de los matones de Bane; Noel Guglielmi como un exprisionero en River; y Tom Conti como un prisionero. William Devane interpreta al Presidente de los Estados Unidos. Aaron Eckhart expresó entusiasmo en regresar para una secuela si se lo pedían, aunque luego dijo que Nolan verificó que su personaje, Harvey Dent / Dos Caras, estaba realmente muerto, y solo aparecen imágenes de archivo de su actuación de The Dark Knight en la película.
Varios miembros de los Pittsburgh Steelers tienen cameos como miembros del equipo ficticio de fútbol americano Gotham Rogues en la película, entre ellos Ben Roethlisberger, Hines Ward, Troy Polamalu, Willie Colon, Maurkice Pouncey, Mike Wallace, Heath Miller, Aaron Smith, Ryan Clark, James Farrior, LaMarr Woodley y Casey Hampton, mientras que el antiguo entrenador de los Steelers Bill Cowher apareció como el entrenador de los Rogues. El alcalde de Pittsburgh Luke Ravenstahl, pateador en la universidad, aparece como el pateador de los oponentes de los Rogues, los Rapid City Monuments. En 2008, la familia Rooney vendió una participación minoritaria en el equipo a Thomas Tull, el director ejecutivo y presidente de Legendary Pictures, que produjo The Dark Knight Rises. El Senador de los Estados Unidos Patrick Leahy, que había tenido un cameo en The Dark Knight, regresó en The Dark Knight Rises, como un miembro de la comisión directiva de Wayne Enterprises. Thomas Lennon, que había aparecido como un doctor en Memento, otra vez interpreta a un doctor en esta cinta. India Wadsworth interpreta a la esposa de Ra's al Ghul y madre de Talia.

## Producción

### Desarrollo
El presidente de producción de Warner Bros., Jeff Robinov, había esperado una tercera película a estrenarse en 2011 o 2012. Nolan quería que la historia para la tercera y última entrega lo mantuviera invertido emocionalmente. «En un nivel más superficial, tengo que preguntar», razonó, «¿Cuántas buenas terceras películas en una franquicia se pueden nombrar?» En la introducción de su libro The Art and Making of the Dark Knight Trilogy, dijo que nunca siquiera pensó que una tercera película fuera posible. Solo accedió a una tercera película sobre la base de la búsqueda de una historia que valiera la pena, temiendo que se aburriría a mitad de la producción si descubriera que la película era innecesaria. Para diciembre de 2008, el director completó un bosquejo aproximado de la historia, antes de comprometerse con Inception. Más tarde ese mismo mes, Alan F. Horn confirmó que, mientras que había discusiones con el cineasta en curso sobre una tercera película, no había habido un casting, así que negó todos los rumores sobre el tema. Antes de que Nolan confirmara su participación, Gary Oldman había dicho que confiaba en que él regresaría para una tercera parte.
Luego del éxito del personaje del Joker en The Dark Knight, los ejecutivos del estudio querían que el Acertijo fuera el villano principal, ya que lo consideraban un personaje similar y alentaban la elección de Leonardo DiCaprio. Sin embargo, el director quería que el antagonista fuera muy diferente de las encarnaciones anteriores y se comprometió a usar a Bane en su lugar, citando la necesidad de un personaje con una presencia física dentro de la película. Al principio no estaba familiarizado con el origen del personaje, pero destacó el atractivo de un arquetipo, etiquetándolo como «el extremo de algún tipo de maldad». Al comparar la elección del nuevo villano con la del anterior, subrayó a este último como un ejemplo de «anarquía diabólica y caótica» y con un «diabólico sentido del humor», yuxtaponiéndolo contra Bane, a quien comparó con «un monstruo clásico del cine [...] con un cerebro magnífico». A pesar de que el director había aclarado que Robin no aparecería en la franquicia, ya que Bale interpretaba a un «Batman joven», al final de la película se revela que el primer nombre de John Blake, a quien interpreta Joseph Gordon-Levitt, es Robin, haciendo referencia a dicho personaje. Nolan dijo que su bosquejo del guion estaba inspirado en la novela de Charles Dickens de 1859 Historia de dos ciudades, que gira en torno a la revolución francesa. Este homenaje al escritor fue brevemente ilustrado con Bane tejiendo cordón de paracaídas con los dedos discretamente en la película, simbolizando a su personaje literario Madame Defarge, y más manifiestamente con el encomio del Comisionado Gordon para Bruce Wayne al final de la película, el cual el director tomó directamente del libro clásico.
No fue hasta el 9 de febrero de 2010 que se anunció que Nolan había «descifrado» la historia de una secuela de The Dark Knight y se comprometió a regresar para realizar el proyecto. Poco después, se anunció que David S. Goyer y Jonathan Nolan estaban trabajando en un guion. Goyer dejó el proyecto durante la preproducción para comenzar a trabajar en El hombre de acero; Jonathan continuó escribiendo el guion basado en la historia de su hermano y del otro guionista. Chris Nolan dijo que el bosquejo original de su hermano era de unas 400 páginas. Algunos han comparado el argumento de la película con el arco argumental de la serie de cómics de Batman Knightfall (1993), que mostraba a Bane; la miniserie The Dark Knight Returns (1986), en la que Batman regresa a Gotham después de una ausencia de diez años; y el arco argumental No Man's Land (1999), que retrata a una Gotham aislada del resto del mundo e invadida por pandillas. El héroe recibió el apodo «Dark Knight» —en español: «caballero de la noche» o «caballero oscuro»— por primera vez en Batman #1 (1940), en una historia escrita por Bill Finger. 
El director confirmó que el Joker no regresaría en la película, y desmintió los rumores que consideraban el uso de material rechazado de Heath Ledger para The Dark Knight. The Dark Knight Rises reunió a Nolan con varios de sus colaboradores pasados, incluyendo al director de fotografía Wally Pfister, el diseñador de producción Nathan Crowley, el editor Lee Smith, la diseñadora de vestuario Lindy Hemming, los supervisores de efectos especiales Paul Franklin y Chris Corbould, y el compositor Hans Zimmer.

### Rodaje

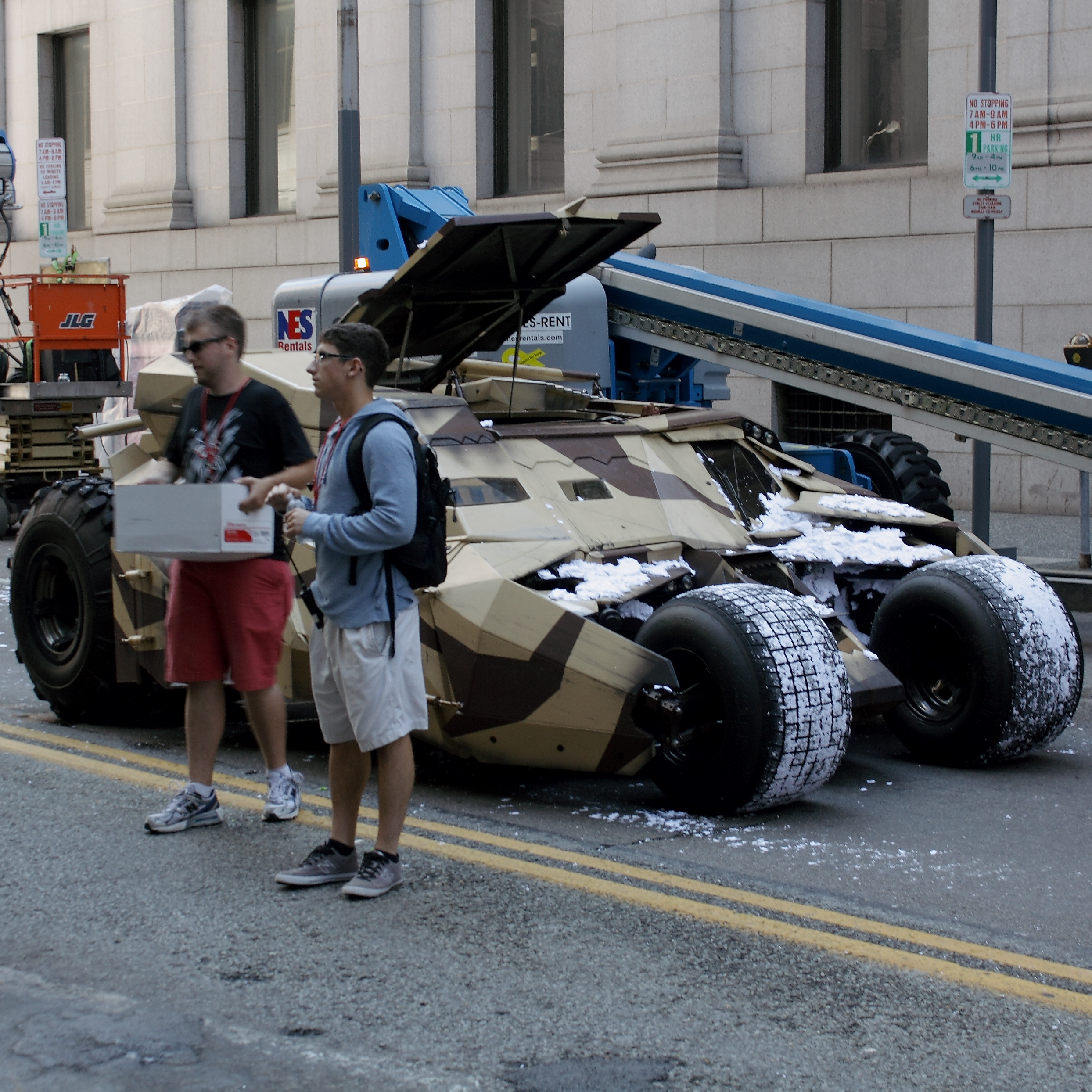
Un Acróbata en el set de The Dark Knight Rises en Pittsburgh.

Durante la exploración de localizaciones en diciembre de 2010, Nolan comenzó a buscar ubicaciones como India, Rumania y Míchigan. Según el Romania Insider, estaba interesado en los centros históricos de Bucarest, Edgar Quinet Street, el Palacio del Parlamento y la mina de sal Turda. La película tuvo un presupuesto estimado de entre 250 y 300 millones de dólares, descendiendo a alrededor de 230 millones de dólares después de los créditos fiscales. El director eligió no rodar la película en 3D, sino que en vez de eso dijo que pretendía centrarse en mejorar la calidad y escala de imagen usando el formato IMAX. The Dark Knight Rises mostró más de una hora de material rodado en IMAX —en comparación, The Dark Knight contenía 28 minutos—. El realizador tuvo varias reuniones con el vicepresidente de IMAX, David Keighley, para trabajar en la logística de proyectar películas en salas digitales IMAX. Wally Pfister había expresado interés en rodar la película enteramente en IMAX, pero debido al sonido considerable que hacen las cámaras de dicho formato, debieron usar cámaras de 35mm y 70mm para rodar las escenas de diálogo de la película, ya que estos debieron doblarse en las escenas rodadas con cámaras IMAX. El presidente de IMAX Corporation, Greg Foster, dijo que planeaba proyectar la película en sus cines por dos meses, a pesar de solo estar comprometidos por contrato a proyectarla por dos semanas. Nolan también evitó un intermediario digital para la película, resultando en menos manipulación del material rodado y una mayor resolución de imagen.
El rodaje comenzó en mayo de 2011 y concluyó en noviembre. La fotografía principal inició el 6 de mayo en Jodhpur (India) en la Fortaleza de Mehrangarh antes de mudarse a Pittsburgh, donde operó bajo el título Magnus Rex para reducir la visibilidad de la producción. Entre las localizaciones del rodaje dentro de la ciudad se encontraron Heinz Field, el sitio utilizado para mostrar un juego de fútbol americano, con miembros de los Pittsburgh Steelers interpretando al equipo de los Gotham Rogues. Más de 11 000 extras estuvieron para representar dicha secuencia. El rodaje en Pittsburgh también se llevó a cabo en el Instituto Mellon y el Instituto de Ingeniería de Software en la Universidad Carnegie Mellon. Una carta para a los residentes y empresarios con detalles de los cortes de tráfico reveló que las calles de la ciudad aparecerían en «el comienzo de [la] película». Les informaron a los operadores del 9-1-1 para esperar un aumento en las llamadas relacionadas con disparos y explosiones debido a la producción de la película. La etapa de la filmación de Pittsburgh concluyó después de tres semanas, el 21 de agosto de 2011. La siguiente porción del rodaje comenzó en Los Ángeles a fines de agosto y finalizó el 23 de octubre después de nueve semanas de filmación. Nueva York y Nueva Jersey fueron las siguientes ubicaciones de rodaje. La Torre Trump reemplazó al Centro Richard J. Daley como la ubicación del cuartel general de Wayne Enterprises. En noviembre de 2011, el rodaje se desplazó a Newark (Nueva Jersey). El Ayuntamiento de Newark y el Parque Militar estuvieron entre las localizaciones usadas. Entre otras ubicaciones de filmación se encontraron Londres y Glasgow, el último para «rodaje exterior adicional». El rodaje concluyó el 14 de noviembre de 2011. La escena de la cascada externa al final de la película se rodó en las cataratas Sgwd Henrhyd, en el límite del parque nacional Brecon Beacons en Gales.
Las fotos de la producción del rodaje en Pittsburgh mostraban un segundo chasis del Acróbata, indicando que habría un nuevo Batimóvil en la película después de la destrucción del primero en The Dark Knight. Más fotos del set revelaron un «nuevo vehículo» transportado al túnel Wabash, lo que provocó especulaciones en cuanto a su naturaleza. En junio de 2011, Autoblog confirmó la presencia del nuevo Lamborghini en el set de filmación.

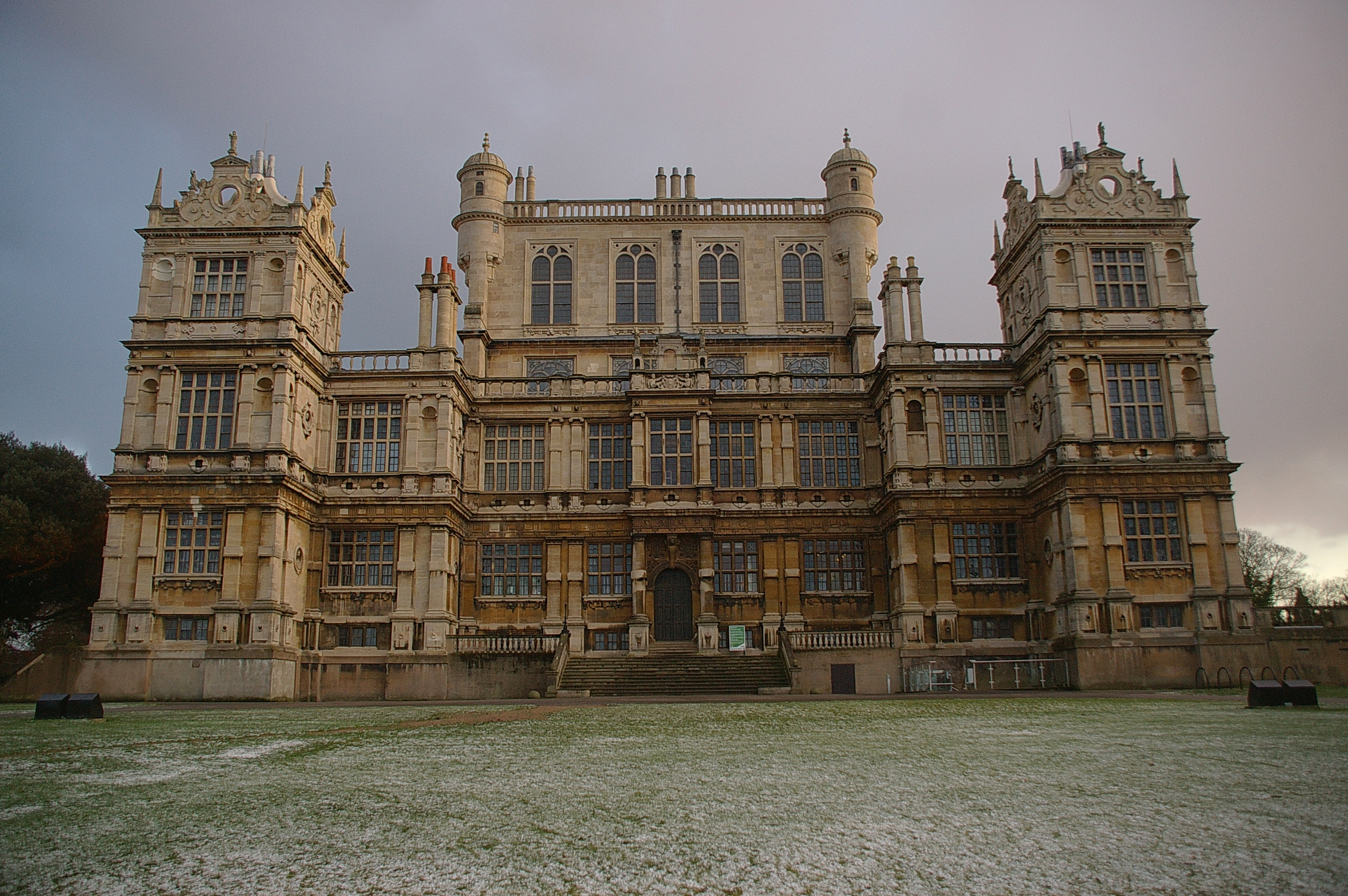
Wollaton Hall en Nottingham fue usada como la Mansión Wayne, residencia de Bruce Wayne.

Ocurrieron varios accidentes durante la producción de la película. Mientras rodaban en Wollaton Hall (Nottingham) un camión con remolque se estrelló en la entrada principal, aunque no hubo heridos. Un doble de riesgo paracaidista luego se estrelló y atravesó el techo de una casa en Cairngorm Gliding Club, Feshiebridge, en Escocia, y quedó atascado allí después de un aterrizaje fallido durante una escena de riesgo de paracaidismo; no resultó herido de gravedad. Mientras rodaban escenas en Pittsburgh, la doble de Hathaway chocó contra una cámara IMAX en medio de la secuencia que requería que conduzca la Batimoto por un tramo de escaleras durante un motín. No quedó herida, pero la cámara se destruyó. Un segundo accidente ocurrió en la misma ciudad, cuando el camión que llevaba el vehículo entonces no identificado, más tarde denominado «el Murciélago», se salió de su ruta y se estrelló contra una matriz lumínica, dañando el modelo de la aeronave. La producción se retrasó durante la reparación del modelo.
Poco antes de la Navidad de 2011, el director invitó a varios colegas prominentes, entre ellos Edgar Wright, Michael Bay, Bryan Singer, Jon Favreau, Eli Roth, Duncan Jones y Stephen Daldry, al cine IMAX de Universal CityWalk para una función privada de los primeros seis minutos de The Dark Knight Rises, rodados en IMAX y editados del negativo de cámara original. Nolan, sintiendo que el uso de rollo en el cine actualmente está reducido debido a la introducción de la proyección y cinematografía digital, usó esta función para hacer un caso de uso continuo de rollo de cine, lo cual el director afirma que aún ofrece una calidad de imagen superior que cualquier formato digital, y le advirtió a los cineastas que a menos que continuaran imponiendo su elección de usar rollo de cine en sus producciones, podrían finalmente perder la opción de hacerlo. Explicó: «Yo quería darles una oportunidad de ver el potencial, porque pienso que el IMAX es el mejor formato de cine jamás inventado. Es el patrón oro y lo que cualquier otra tecnología debe igualar, pero ninguna lo ha logrado, en mi opinión. El mensaje que quería poner ahí es que nadie le está quitando las cámaras digitales a nadie. Pero si queremos que el rollo de cine siga siendo una opción, y alguien está trabajando en una gran película de estudio con los recursos y el poder para insistir [en] el rollo de cine, debería hacerlo. Siento que si no dijera nada, y luego comenzáramos a perder esa opción, sería una lástima. Cuando veo una imagen adquirida y proyectada digitalmente, se ve inferior ante una impresión anamórfica de negativo original o una de IMAX.»

### Diseño

#### Diseño de vestuario

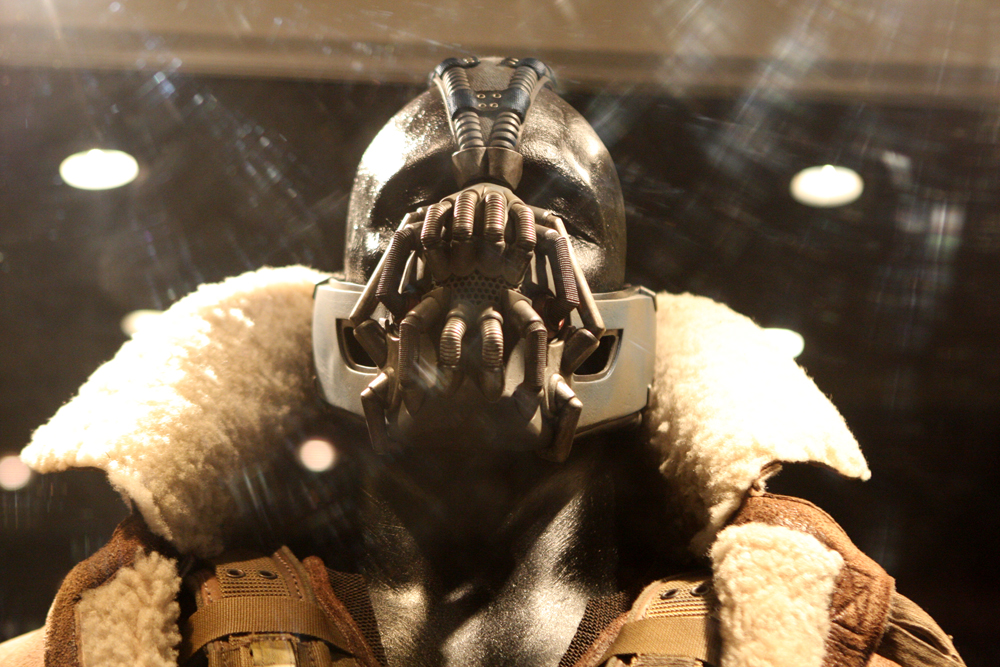
La máscara de Bane usada en la película.

La diseñadora de vestuario Lindy Hemming explicó que Bane usa una máscara para inhalar un gas analgésico, el cual, en las palabras del director Christopher Nolan, «mantiene su dolor justo por debajo del límite para que pueda funcionar». Al diseñar el traje del mercenario, Hemming necesitaba que se viera «como una amalgama de todo tipo de partes y piezas que improvisó, ya que pasó por varios lugares muy remotos. Hicimos partes de su chaleco, por ejemplo, a partir de fragmentos de una vieja tienda militar. Su ropa es militarista, pero de ningún modo es un uniforme». La diseñadora también ideó la máscara de Bane para que se viera «animalista». El supervisor de efectos de vestuario, Graham Churchyard, creó un modelo tridimensional de la cabeza del actor Tom Hardy para diseñar la máscara, permitiendo que esta se ajuste perfectamente al contorno de la cara del actor. Hemming diseñó personalmente el abrigo del villano, el cual admitió que tomó dos años en completar. Inspirándose en una chaqueta del ejército suizo y una levita de la revolución francesa, lo creó para que el mercenario se viera dictatorial y revolucionario por igual. El diseño fue difícil ya que luchó para encontrar un sastre en Los Ángeles que pudiera trabajar con piel de oveja.
El Batitraje consistió de 110 piezas separadas, cada una de las cuales debieron replicar docenas de veces durante el curso de la producción. La capa básica estaba hecha de una malla de poliéster, que utilizan los militares y fabricantes deportivos de alta tecnología debido a su transpirabilidad y propiedades absorbentes de humedad. Luego unieron a la malla piezas moldeadas de uretano flexible, para formar el recubrimiento general de la armadura corporal. Colocaron paneles de fibra de carbono adentro de las secciones de piernas, pecho y abdomen. Esculpieron la máscara a partir de un molde de la cara y cabeza de Bale para que encajara a la perfección para el actor. El traje no sufrió cambios desde The Dark Knight.
Al crear el traje de Selina Kyle, usaron dos capas de material, con la capa de afuera hecha de spandex recubierto de poliuretano, con un patrón hexagonal en relieve. El traje también consistió de guantes hasta el codo, un cinturón de herramientas, y botas altas con tacones de aguja.

#### Diseño de producción
El artista de concepto Tully Summers comentó sobre el estilo de cinematografía cuando se le preguntó sobre la diferencia entre sus diseños para esta película y los diseños fantasiosos para Hombres de negro III: «La diferencia para mí fue el estilo visual de Christopher Nolan. Una de las cosas que hace a sus películas de Batman tan atractivas es su tono de verosimilitud. A menudo preferirá un diseño crudo y sucio sobre uno que sea muy elegante y con lindo diseño de producto. Es como una estética militar práctica. Las cosas se hacen para funcionar, no para impresionar a los compradores. The Dark Knight Rises es una película bélica». La productora Emma Thomas dijo que esta película de Batman tiene una estética visual diferente a la de las primeras dos de Nolan, explicando que «se supone que es invierno en Gotham, de modo que ahí va a darle un aspecto totalmente diferente a la película».
La cinta introduce un vehículo que compararon con el Batiavión, apodado «el Murciélago». Nathan Crowley abordó el diseño de la aeronave como si fuera un proyecto militar real, enfatizando la necesidad de que «encaje en la misma familia» que el Acróbata y la Batimoto. La versión final del Murciélago toma sus detalles de diseño del Harrier, el Bell-Boeing V-22 Osprey y el Boeing AH-64 Apache. Chris Corbould afirmó que el tamaño y la forma de la nave presentaron un gran desafío para el rodaje dado el énfasis de Nolan en cuanto a utilizar efectos prácticos en vez de imágenes generadas por computadora. Para hacer que el Murciélago «volara», lo sostuvieron de diversas maneras con alambres, suspendido de grúas y helicópteros, y montado en un vehículo especialmente diseñado con controles hidráulicos para simular movimiento.
Al diseñar el set de la Baticueva, Crowley y su compañero diseñador de producción Kevin Kavanaugh dieron con la idea de inundar el lugar y que el equipamiento de Batman, el Batitraje y una supercomputadora se eleven del agua. Diseñaron otro set en Cardington como una «prisión subterránea», un laberinto de celdas de piedra en un vasto abismo con un pozo vertical de 120 pies (37 m) hacia la superficie. Los exteriores arriba de la prisión se rodaron en Jodhpur (India), elegida debido al «lúgubre paisaje sumado a la desolación».

### Música
En una entrevista en octubre de 2010, el compositor Hans Zimmer confirmó que regresaría para orquestar The Dark Knight Rises. James Newton Howard recibió la oferta de regresar y componer la banda sonora con Zimmer como había hecho para los dos filmes anteriores, pero eligió no hacerlo debido a que notó que la química establecida entre Zimmer y Nolan durante la realización de Inception lo haría parecer como el «tercero en discordia». Zimmer incluyó varios apuntes de las bandas sonoras anteriores, pero explicó que quiso ir en una «dirección completamente diferente» para el tema de Bane. Mientras el tema que acompaña a Selina Kyle es deliberadamente ambiguo, compuso el hilo musical que abarca toda la trilogía exclusivamente para Bruce Wayne.
La película cuenta con un frecuente cántico árabe marroquí de la frase deshi basara (transcripción apropiada: teeshi basra, en árabe: تيجي بسرعة‎), que se traduce como «asciende» (literalmente: «ven pronto»). En noviembre de 2011, Zimmer usó grabaciones de audio de multitudes en línea del cántico para usarlas en la banda sonora de la cinta. Cuando le pidieron aclaraciones sobre el cántico, el compositor dijo que «se convirtió en algo muy complicado porque yo quería cientos de miles de voces, y no es tan fácil obtener cientos de miles de voces. Así que tuiteamos y publicamos en la Internet, buscando gente que quisiera ser parte de eso. Parecía algo interesante. Hemos creado este mundo, en estas últimas dos películas, y de algún modo creo que la audiencia y los fanes han sido parte de este mundo. Sí los tenemos en mente».

## Comercialización
El sitio web oficial de la película se lanzó en mayo de 2011, presentando una campaña de comercialización viral similar a la que habían usado para promover The Dark Knight. El sitio web transmitía un archivo de audio cifrado que los usuarios describieron como un cántico, y lo descifraron en la etiqueta de Twitter «#TheFireRises». Warner Bros. quitó un píxel de la página web por cada tuit usando la etiqueta. El sitio reveló así la primera imagen oficial de Bane.
En julio de 2011, un teaser tráiler se filtró en línea antes de su estreno oficial con Harry Potter y las reliquias de la Muerte: parte 2, y el estudio lo lanzó tres días después. Recibió respuestas mixtas; Stephen Spencer Davis, de Slate, escribió que promocionó la película con éxito, mientras Kofi Outlaw, de ScreenRant, mostró decepción, afirmando que fue más un «tráiler de anuncio» que un teaser tráiler real. Outlaw criticó la calidad, escribiendo que una escena del Comisionado Gordon en una cama de hospital era demasiado dramática, tenía diálogo «sobreactuado», y era difícil de entender debido a la respiración dificultosa del policía. Según él, la toma lejana de Gotham tenía pobres imágenes creadas por computadora y evocaba demasiado al anuncio de Inception. El tráiler de cine se filtró en línea, al igual que el teaser, antes de estrenarse la semana siguiente junto con las funciones de Sherlock Holmes: Juego de sombras. Los críticos notaron los trasfondos políticos con diálogo anticipando el tema de la desigualdad de ingresos y una campaña de «ocupar Gotham» dentro del mundo de la historia. Recibiendo más de 12,5 millones de visitas en las primeras 24 horas después de su estreno, el tráiler rompió el récord de más descargas combinadas de iTunes, superando a The Avengers. Sin embargo, el segundo tráiler de The Avengers volvió a romper el récord con 13,7 millones de descargas. Warner Bros. colocó un segundo tráiler de The Dark Knight Rises en funciones de dicha otra película. Un ejecutivo «desconocido» de WB aclaró: «Vemos esta colocación como una buena decisión estratégica. Siempre queremos que nuestros tráilers sean vistos con películas que la gente quiera ver; ¡y mucha gente irá a The Avengers!» El ejecutivo también comentó que el tráiler «proveerá la mejor exposición posible para TDKR.» Warner Bros. lanzó el tráiler en línea el 30 de abril de 2012, aproximadamente cuatro días antes de que lo colocaran en las funciones de The Avengers.

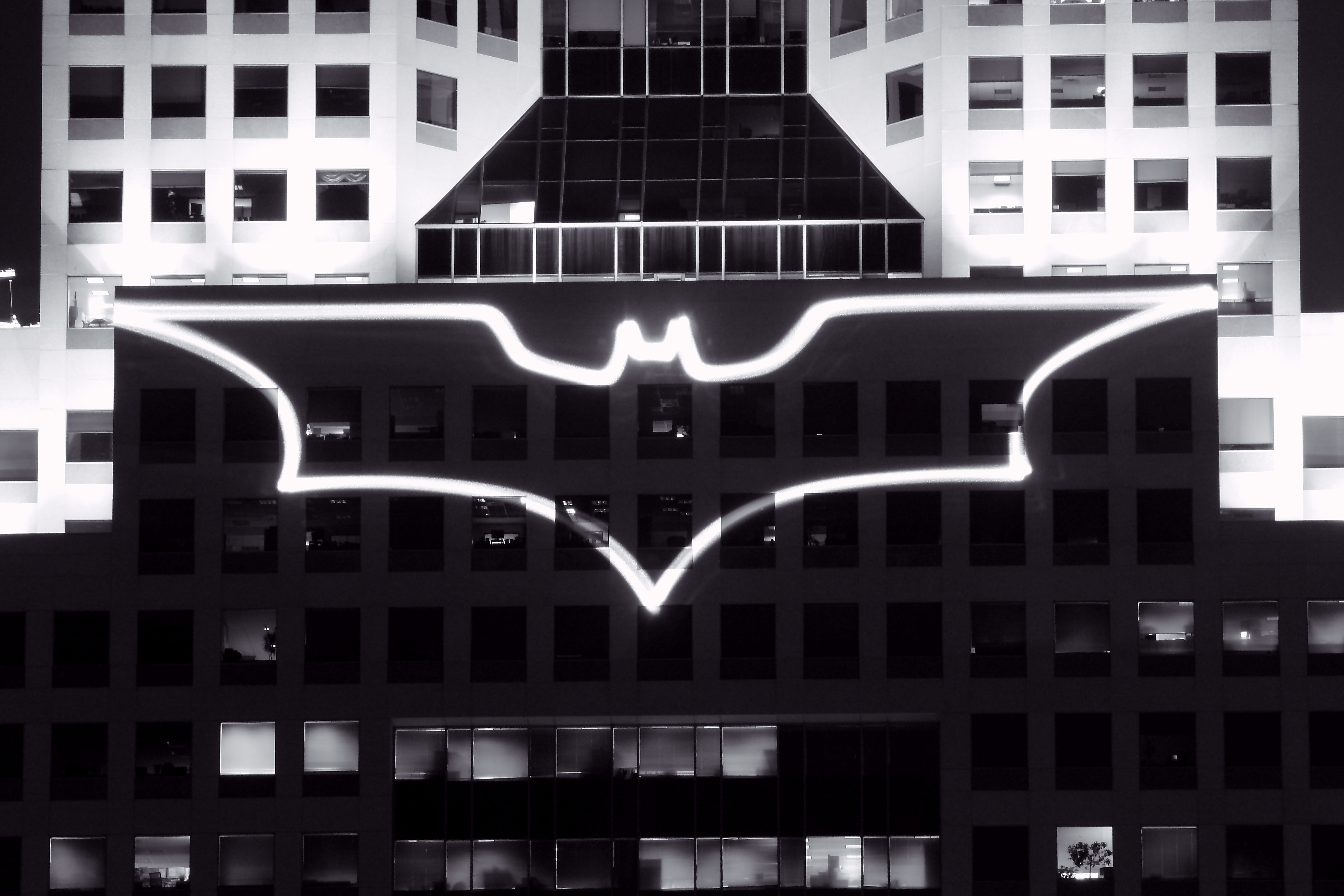
La Batiseñal proyectada sobre Fifth Avenue Place durante el rodaje en Pittsburgh.

Continuando con un método utilizado con The Dark Knight, en el cual la secuencia de apertura de la película apareció en funciones IMAX de Soy leyenda, siete meses antes del estreno, un prólogo de seis minutos de The Dark Knight Rises fue proyectado junto con funciones IMAX de Misión imposible: Protocolo fantasma, también aproximadamente siete meses antes del estreno. La reacción al prólogo fue positiva, con un crítico comentando que «ya nadie logra hacer una película en este tipo de escala. Excepto Christopher Nolan», aunque varias reseñas subrayaron el modo en que varios críticos encontraron el diálogo de Tom Hardy difícil de entender. Al abordar la cuestión en una entrevista con Entertainment Weekly, Nolan dijo: «Pienso que cuando la gente vea la película, las cosas entrarán en foco. Bane es muy complejo e interesante, y cuando la gente vea la película terminada, se entretendrá mucho con él».
Las campañas de comercialización viral para la película continuaron cuando las revistas Empire y Wired recibieron «documentos de la CIA» sobre un «Dr. Leonid Pavel», con su ficha policial conectada al actor Alon Abutbul. De acuerdo con el primer documento, Pavel era un físico nuclear ruso desaparecido, mientras el segundo documento parecía ser una transcripción editada de una discusión sobre la entrega del Dr. Pavel a la CIA entre separatistas georgianos, pero con la mayoría de la conversación censurada. Luego se mostró que eran elementos de la trama del prólogo de seis minutos. La cuenta oficial de Twitter más tarde enlazó a otro documento censurado, esta vez en referencia a la «Operation Early Bird» —en español: Operación Anticipada—. Se descubrió un sitio web del mismo nombre, revelando una cuenta regresiva. Cuando ésta terminó, la página presentó un mapa con todos los cines disponibles que proyectarían el prólogo de la película antes de su estreno. Varios sitios web recibieron un paquete que incluía un mapa cilíndrico de «zonas de ataques» y una camiseta que decía «fire rises» —en español: el fuego asciende—. En abril de 2012, el sitio oficial de la película se actualizó con un «informe» de un sospechoso llamado «John Doe», también conocido como «Batman» para un arresto, con una lista de varias acusaciones. La premisa de la campaña comienza cuando el alcalde de Gotham «intensifica» el esfuerzo para capturar a Batman y a cualquiera que apoye su regreso en preparación para el próximo «Día de Harvey Dent». El sitio también incluye una lista extensa de ubicaciones reales donde se localizan «grafitis relacionados al movimiento que apoya el regreso del vigilante». Por cada tuit de una ubicación específica marcada en la lista, se lanzaba un fotograma del segundo tráiler de la película en un sitio web separado.
En enero de 2012, seis meses antes del estreno de la película, salieron a la venta entradas para funciones IMAX de medianoche en Nueva York, San Francisco y Los Ángeles, las cuales se agotaron inmediatamente. Las entradas adquiridas aparecieron en venta en línea a más de 100 dólares, comparado con el precio original de 17,50 dólares.

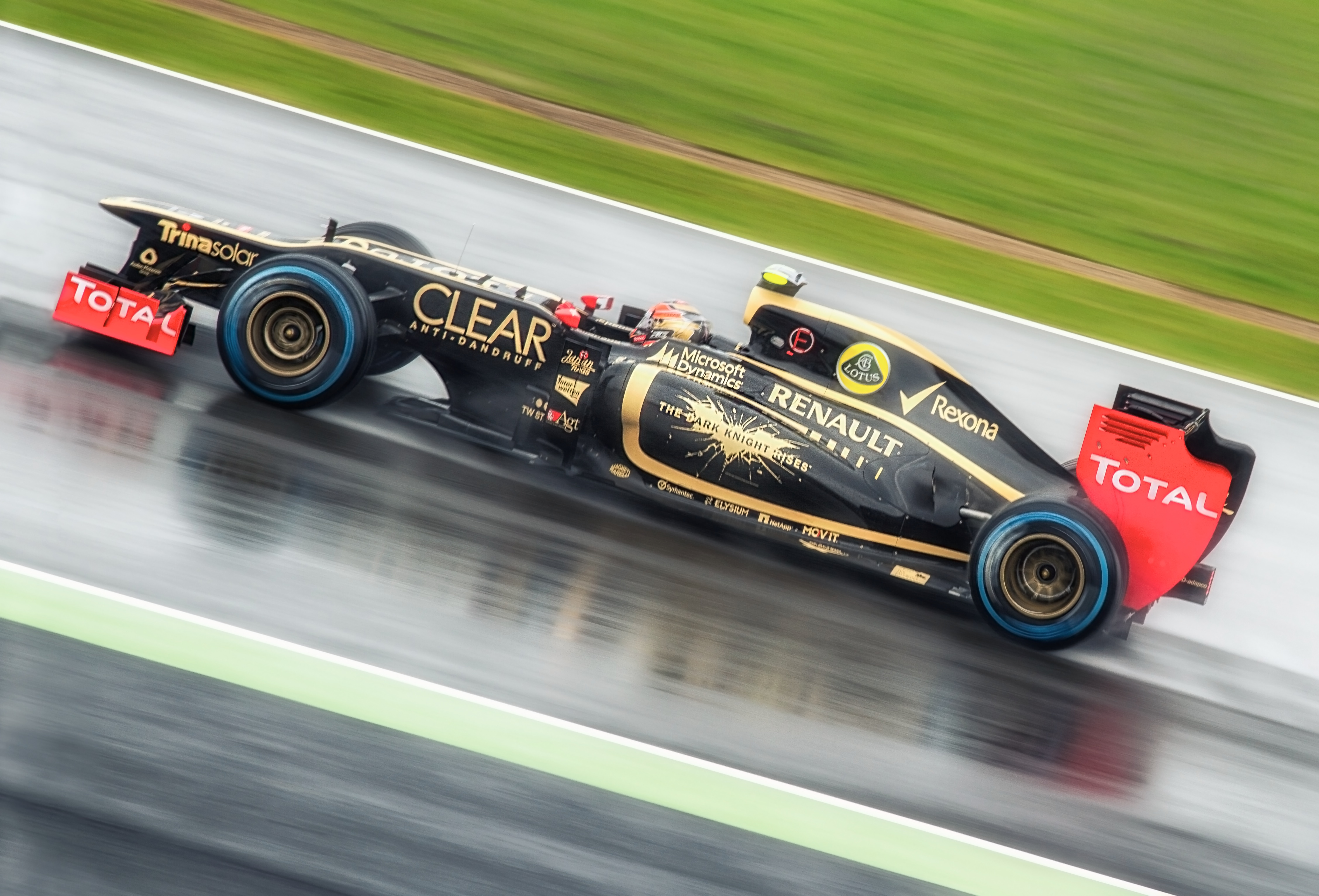
El equipo de Fórmula 1 Lotus usó una librea especial para promover The Dark Knight Rises en el Gran Premio de Gran Bretaña de 2012.

En la American International Toy Fair, Mattel presentó figuras de Batman, Bane, Gatúbela y la aeronave de Batman, el Murciélago. También las lanzó en la línea «Movie Masters», con presentaciones más detalladas y articuladas, y versiones Quiktek con accesorios intercambiables. Lego lanzó sets de construcción y minifiguras basadas en la película e incorporando otros personajes de DC Comics. Además, Funko lanzó una serie de peluches, Mezco Toys, unas figuras de vinilo, mientras que Hornby puso a la venta el Acróbata de Batman. Entre otros socios se encontraban Jakks Pacific, que creó novedosas figuras y peluches a gran escala, y PPW Toys, que creó un Mr. Potato Head con temática del superhéroe. También se produjeron varios artículos de vestimenta como zapatos, camisetas, sombreros y billeteras.
Se lanzó un videojuego del mismo nombre el mismo día del estreno de la película para dispositivos Android y iOS para promocionarla. El juego cuenta con un mundo abierto con foco principal en el combate y el sigilo. El sistema de combate del juego se inspira en Arkham Asylum y Arkham City. Transcurre en Gotham, con una trama algo similar pero significativamente diferente a la película. IGN le dio un bajo puntaje de 5.5/10.
Greg Cox escribió una novelización, que Titan Books publicó junto con la película el 24 de julio de 2012.
Warner Bros. se asoció con Mountain Dew para hacer una promoción cruzada que incluía un esquema de pintura especial en el Chevrolet Impala número 88, propiedad de Hendrick Motorsports y conducido por Dale Earnhardt Jr. en la Copa NASCAR. El 17 de junio de 2012, el auto ganó el 2012 Quicken Loans 400 en la Michigan International Speedway. El 4 de julio, el estudio firmó un acuerdo con el equipo de Fórmula 1 Lotus F1 para que el logo de la película apareciera en los Lotus E20 que Kimi Räikkönen y Romain Grosjean conducían en el Gran Premio de Gran Bretaña de 2012. Los corredores terminaron la carrera en quinto y sexto puesto, respectivamente. Warner Bros. previamente había seguido una promoción similar en el Gran Premio de Gran Bretaña de 2008, cuando el ahora no producido Toyota F1 llevaba una insignia para promover a The Dark Knight.
Se publicaron dos cómics digitales titulados Batman Origins y The Dark Knight: Prologue exclusivamente para dispositivos Nokia Lumia. También se lanzó una aplicación especial de la película, con los tráileres, fondos de pantalla, horarios y trivias de Batman. Además, salieron a la venta ediciones limitadas de los Lumia 710, Lumia 800 y Lumia 900 con un logo de Batman grabado con láser.

## Masacre en Aurora, Colorado
| Yo no presumiría saber nada de las víctimas del tiroteo además de que estaban allí anoche para ver una película. Creo que las películas son una de las grandes formas de arte estadounidenses y la experiencia compartida de ver que una historia se desarrolle en pantalla es un pasatiempo importante y alegre. La sala de cine es mi hogar, y la idea de que alguien violara ese lugar inocente y esperanzador de un modo tan insoportablemente salvaje es devastador para mí. —Reacción del director Christopher Nolan ante la masacre en el cine de Aurora (Colorado). |

El 20 de julio de 2012, durante una función de medianoche de The Dark Knight Rises en el cine Century 16 en Aurora (Colorado), un hombre armado usando una máscara de gas abrió fuego dentro de la sala de cine, matando a 12 personas e hiriendo a otras 58. La policía, como respuesta al tiroteo, aprehendió a un sospechoso al que luego identificaron como James Eagan Holmes, de 24 años, poco después de llegar a la escena del crimen. Los informes iniciales afirmaban que Holmes se identificó como «el Joker» al momento de su arresto. La policía luego retiró esta aclamación.

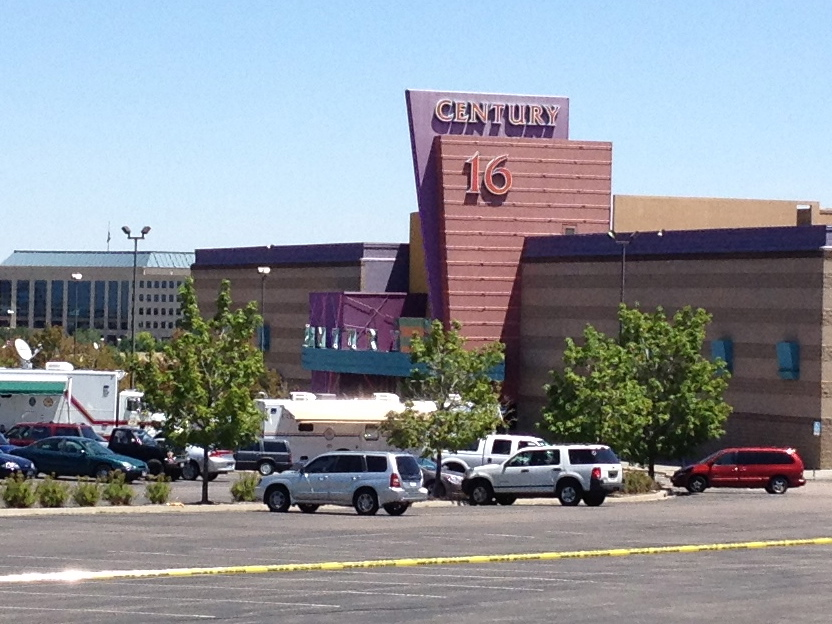
Cine donde se desarrolló la masacre en pleno estreno.

Warner Bros. canceló los preestrenos de The Dark Knight Rises en París, México y Japón, y suspendió la campaña de comercialización de la película en Finlandia. Varias cadenas televisivas también suspendieron los anuncios de la película en Estados Unidos. También quitaron el tráiler de Gangster Squad, otra película de Warner Bros. incluida en la función de The Dark Knight Rises, ya que contenía una escena que mostraba a gánsters disparando subametralladoras a cinéfilos a través de la pantalla, similar a la masacre en Aurora.
El director Christopher Nolan publicó una declaración en la que llamó a la masacre «insoportablemente salvaje». Otras estrellas de la película publicaron declaraciones expresando sus condolencias, y el protagonista Christian Bale le pagó una visita personal a los sobrevivientes y una conmemoración en Aurora.

## Estreno
El 6 de julio de 2012, Warner Bros. llevó a cabo una función IMAX especial de The Dark Knight Rises para más de cien reporteros y críticos. Sin embargo, hubo problemas técnicos con el dispositivo informático que sincronizaba el sonido y la imagen que forzaron al estudio a posponer la proyección por un día. La película tuvo su estreno mundial el 16 de julio en el AMC Lincoln Square Theater en Nueva York, seguida por un preestreno europeo el 18 de julio en la Plaza Leicester en Londres (Inglaterra). La cinta se estrenó en Australia y Nueva Zelanda el 19 de julio, y más tarde en Norteamérica y el Reino Unido el 20 de julio.

### Recepción
El sitio web Rotten Tomatoes informó que el 87% de los críticos reaccionaron de manera positiva a la película, con una puntuación promedio de 8/10 basada en 382 reseñas. El consenso del sitio dice, «The Dark Knight Rises es una película de acción ambiciosa, pensativa y potente que concluye la franquicia de Christopher Nolan de una forma espectacular». Metacritic le dio a la cinta una puntuación promedio normalizada de 78 sobre 100, basada en 35 críticas, indicando «reseñas generalmente favorables». CinemaScore informó que la audiencia le dio al filme una calificación «A». La película figuró en 147 listas del top 10 de los críticos en 2012.
The Telegraph le otorgó a la película un puntaje máximo de cinco estrellas, diciendo que es «una película de superhéroes sin un superhéroe», comparándola con El padrino II y elogiando la actuación de Hardy, así como la trama y narración intrincadas. Kenneth Turan, de Los Angeles Times, pensó que la película fue «potente, persuasiva e hipnótica» y que «más que una película de superhéroes excepcional, es cine magistral desde cualquier punto de vista». Todd Gilchrist, de The Playlist, escribió: «Un triunfo cinematográfico, cultural y personal, The Dark Knight Rises es emocionalmente inspiradora, estéticamente significativa y críticamente importante para los mismos Estados Unidos; como un reflejo tanto de reflexión seria como de esperanza resiliente». IGN le dio un 9 de 10, notando una mayor similitud al tono y tema de Batman Begins que al de The Dark Knight, pero también describiendo a Bane como «un poco menos interesante de ver» que el Joker de Ledger, a pesar de haber elogiado su «voz amenazante» y «actuación impulsada por el lenguaje corporal». The Guardian le dio cuatro estrellas de cinco, llamándola una cinta de «intensidad dura y monolítica», pero al mismo tiempo refiriéndose a ella como una «aventura sobreactuada y portentosa». Andrew O'Hehir de Salon.com escribió que «si The Dark Knight Rises es una película fascista, es una gran película fascista, y podría decirse que el espectáculo más grande, más oscuro, más emocionante, perturbador y absolutamente el que más se esfuerza jamás creado para la pantalla». Roger Ebert, del Chicago Sun-Times, le otorgó tres estrellas de cuatro, diciendo que «comienza lentamente con una trama oscura y demasiados personajes nuevos, pero construye un clímax sensacional». El crítico de cine Richard Roeper le dio una calificación «A», llamándola «una epopeya majestuosa, magnífica, brutal y ricamente satisfactoria», y citando sus últimas escenas como «los mejores cinco minutos de cualquier película este año». La revista Forbes la coronó la mejor adaptación moderna de un superhéroe de cómic en pantalla, superando tanto a su principal competidora, The Avengers, como a la anterior entrega de la trilogía, The Dark Knight. En 2014, Empire colocó a The Dark Knight Rises como la 72.ª mejor película jamás hecha en su lista de «las 301 mejores películas de todos los tiempos» con base en los votos de los lectores de la revista. El telégrafo clasificó la película como una de las mejores de todos los tiempos.
Chris Tookey, del Daily Mail, dijo que la película estuvo inflada y fue demasiado larga, y criticó el tono sombrío y la falta de humor, a pesar de que elogió las escenas impresionantes a la vista. Tom Charity, de CNN, dijo que la película fue una «conclusión lamentablemente torpe y grandilocuente de una serie superior» y la llamó la peor película de Nolan. Anthony Lane, de The New Yorker, opinó que la «historia es densa, demasiado larga, y plagada de referencias que tendrán sentido solo para aquellos íntimos con las excursiones previas de Nolan al mundo de Batman».
Luego de la reacción de los aficionados a las reseñas negativas, Rotten Tomatoes eligió deshabilitar los comentarios de usuarios en la película antes de su estreno. Algunos aficionados amenazaron con violencia contra los críticos, mientras otros amenazaron con acabar con los sitios web de los que le habían dado una opinión negativa a la película.

### legado
La película se ha considerado influyente. DiscussingFilm la nombró la séptima mejor película de la década. Forbes la nombró la mejor película de superhéroes de la historia.. El New York Times clasificó la película como la 339.ª mejor película del siglo XXI. El Daily Telegraph la cataloga como una de las mejores de todos los tiempos. En 2014, la revista Empire clasificó a The Dark Knight Rises como la 72.ª mejor película jamás realizada en su lista de "Las 301 mejores películas de todos los tiempos", según la votación de los lectores de la revista. Fue votada como la 8.ª mejor película de superhéroes según una encuesta a 1000 adultos británicos realizada por Virgin Media en 2018. Total Film la nombró la 48.ª mejor película de la década de 2010. Den of Geek la clasificó en el puesto 61 en su lista de las mejores películas de la década. Los críticos de cine Richard Roeper y Roe Conn del Chicago Sun-Times, para su pódcast "Las mejores películas de la década", incluyeron a The Dark Knight Rises entre su lista de las mejores películas de acción de la década. En 2019, en una encuesta organizada por LADbible, The Dark Knight Rises fue votada como la mejor película de la década 2010-2019. Robbie Collin, de The Daily Telegraph, la ha nombrado frecuentemente número 1 en su lista anual de las 25 mejores películas de superhéroes. Bane ha sido considerado uno de los mejores villanos cinematográficos de todos los tiempos. La actuación de Marion Cotillard ha sido elogiada y se la considera una de las mejores villanas del cine.

#### Comentarios
David Sirota, un comentarista político progresista escribiendo para Salon, comparó a The Dark Knight Rises y al juego Call of Duty con la cultura popular de la década de 1980 que reflejaba el periodo político de la época, y acusándolos de perpetuar un programa conservador. Dijo: «Así como varios productos de la cultura popular de la década de 1980 reflejaban el espíritu de la reacción conservadora de la Revolución Reagan, ahora hay dos productos exitosos y que forman generaciones a los que vemos reflejar de un modo no tan sutil la reacción retórica del partido del té al espíritu de la época de Ocupar Wall Street». Un artículo en Variety informó que Chuck Dixon, el cocreador del personaje de Bane, dijo que el villano es «mucho más parecido a un tipo de 'Ocupar Wall Street' si lo miras por el lado político». Catherine Shoard de la publicación británica de centro-izquierda The Guardian afirmó que la película «es una visión capitalista bastante audaz, radicalmente conservadora, radicalmente vigilante, que adelanta una propuesta seria y agitada en la que se debe abogar por cumplir los deseos de los ricos si ellos dicen querer hacer el bien». En contraste, el comentarista liberal Jonathan Chait opinó en New York que «lo que pasa como una película de derecha estos días es The Dark Knight Rises, que sostiene la premisa bastante modesta de que, por más irritantes que sean los ricos, matarlos y llevarse todas sus cosas podría ser excesivo». Escribiendo en USA Today, Bryan Alexander llamó a Bane «el ocupante definitivo» e informó que Christian Bale estaba impresionado con que el guion había «previsto» el movimiento de Ocupar Wall Street.
Nolan negó que la película criticara al movimiento de Ocupar Wall Street e insistió en que ninguna de sus películas de Batman pretenden ser políticas: «He tenido tantas conversaciones con personas que han visto la película al revés. Lanzamos muchas cosas contra la pared para ver si se pegan. Ponemos muchas cuestiones interesantes en el aire, pero eso es simplemente un contexto para la historia. Lo que en verdad tratamos de hacer es mostrar distintas interpretaciones de lo que apoya y no apoya la película, pero no es hacer ninguna de esas cosas. Solo es contar una historia. Si dices, ‘¿Has hecho una película que supone criticar el movimiento de Ocupar Wall Street?’; bueno, obviamente, eso no es verdad».
Por otro lado, el comentarista político conservador Rush Limbaugh alegó que la película fue parcial contra el candidato presidencial republicano de 2012 Mitt Romney, debido a que el nombre de Bane es homófono a Bain Capital, la empresa de servicios financieros que Romney solía liderar, a pesar del hecho de que el personaje había existido como un enemigo principal de Batman desde 1993. Como respuesta, el director dijo que los comentarios fueron «extraños», mientras Dixon y Freeman objetaron que los comentarios fueron «ridículos». El asesor democrático Chris Lehane ha notado las similitudes entre las narraciones de la película y la campaña presidencial.
En 2018, durante el preestreno de la película Vice, el actor Christian Bale (quien interpreta al vicepresidente Dick Cheney en dicha película) declaró que en 2011 se reunió con Donald J. Trump y que él lo recibió y trató como si Bale fuera el personaje Bruce Wayne. La situación se produjo mientras la película The Dark Knight Rises era grabada en la Torre Trump y el actor estaba vestido con su ropa de actuación.

#### Premios
La película fue nominada a 103 premios y ganó 45.
| Premio                                                              | Categoría                                      | Receptor                                                          | Resultado |
| ------------------------------------------------------------------- | ---------------------------------------------- | ----------------------------------------------------------------- | --------- |
| American Film Institute                                             | Películas del año                              | Emma Thomas, Christopher Nolan y Charles Roven                    | Ganadores |
| Academia Británica de las Artes Cinematográficas y de la Televisión | Mejores efectos visuales                       | Paul Franklin, Chris Corbould, Peter Bebb, Andrew Lockley         | Nominados |
| Broadcast Film Critics Association                                  | Mejores efectos visuales                       |                                                                   | Nominada  |
| Broadcast Film Critics Association                                  | Mejor película de acción                       |                                                                   | Nominado  |
| Broadcast Film Critics Association                                  | Mejor actor de acción                          | Christian Bale                                                    | Nominado  |
| Broadcast Film Critics Association                                  | Mejor actriz de acción                         | Anne Hathaway                                                     | Nominada  |
| Golden Trailer Awards                                               | Lo mejor en el espectáculo                     | «Cántico»                                                         | Ganador   |
| Golden Trailer Awards                                               | Tráiler de superproducción de verano de 2012   | «Cántico»                                                         | Ganador   |
| Golden Trailer Awards                                               | Mejor póster internacional                     | «UK Quad»                                                         | Ganador   |
| Golden Trailer Awards                                               | Best Summer 2012 Blockbuster Poster            | «Teaser de una hoja – ciudad»                                     | Ganador   |
| Golden Trailer Awards                                               | Best Teaser Poster                             | «Teaser de una hoja – ciudad»                                     | Ganador   |
| Premio Grammy                                                       | Mejor álbum de banda sonora para medio visual  |                                                                   | Nominada  |
| Kids' Choice Awards                                                 | Pateadora de traseros favorita                 | Anne Hathaway                                                     | Nominada  |
| Asociación de Críticos de Cine de Los Ángeles                       | Mejor actriz de reparto                        | Anne Hathaway (También por Los miserables)                        | Finalista |
| MTV Movie Awards                                                    | Mejor película                                 |                                                                   | Nominada  |
| MTV Movie Awards                                                    | Mejor héroe                                    | Christian Bale                                                    | Nominado  |
| MTV Movie Awards                                                    | Mejor héroe                                    | Anne Hathaway                                                     | Nominada  |
| MTV Movie Awards                                                    | Mejor villano                                  | Marion Cotillard                                                  | Nominada  |
| MTV Movie Awards                                                    | Mejor villano                                  | Tom Hardy                                                         | Nominado  |
| MTV Movie Awards                                                    | Mejor pelea                                    | Christian Bale y Tom Hardy                                        | Nominados |
| MTV Movie Awards                                                    | Mejor actuación sin camiseta                   | Christian Bale                                                    | Nominado  |
| People's Choice Awards                                              | Cara favorita del heroísmo                     | Anne Hathaway                                                     | Nominada  |
| People's Choice Awards                                              | Película favorita                              |                                                                   | Nominada  |
| People's Choice Awards                                              | Película de acción favorita                    |                                                                   | Nominada  |
| People's Choice Awards                                              | Franquicia de cine favorita                    |                                                                   | Nominada  |
| Phoenix Film Critics Society                                        | Mejor montaje                                  |                                                                   | Nominada  |
| Premios Satellite                                                   | Mejores efectos visuales                       | Chris Corbould y Paul Franklin                                    | Nominados |
| Premios Satellite                                                   | Mejor dirección de arte y diseño de producción | Nathan Crowley, Kevin Kavanaugh, James Hambidge y Naaman Marshall | Nominados |
| Premios Saturn                                                      | Mejor película de acción o aventuras           |                                                                   | Nominados |
| Premios Saturn                                                      | Mejor director                                 | Christopher Nolan                                                 | Nominado  |
| Premios Saturn                                                      | Mejor actor                                    | Christian Bale                                                    | Nominado  |
| Premios Saturn                                                      | Mejor actor de reparto                         | Joseph Gordon-Levitt                                              | Nominado  |
| Premios Saturn                                                      | Mejor actriz de reparto                        | Anne Hathaway                                                     | Ganadora  |
| Premios Saturn                                                      | Mejor música                                   | Hans Zimmer                                                       | Nominado  |
| Premios del Sindicato de Actores                                    | Mejor reparto de especialistas                 |                                                                   | Nominada  |
| Asociación de Críticos de Cine de St. Louis Gateway                 | Mejor música                                   |                                                                   | Nominada  |
| Teen Choice Awards                                                  | Mejor película de acción                       |                                                                   | Nominada  |
| Teen Choice Awards                                                  | Mejor actor de acción                          | Christian Bale                                                    | Nominado  |
| Teen Choice Awards                                                  | Mejor actriz de acción                         | Anne Hathaway                                                     | Ganadora  |
| Teen Choice Awards                                                  | Ladrón de escena                               | Joseph Gordon-Levitt                                              | Nominado  |
| Teen Choice Awards                                                  | Mejor villano                                  | Tom Hardy                                                         | Nominado  |
| Young Artist Award                                                  | Mejor actriz de reparto joven                  | Joey King                                                         | Nominada  |

### Taquilla
Horas antes del estreno de medianoche, varios analistas taquilleros sugirieron un primer fin de semana local de USD 198 millones. Sin embargo, con la aparición de la masacre durante una función de medianoche de la película, Warner Bros. decidió no informar más cifras taquilleras de la película hasta el lunes 23 de julio de 2012. Como resultado, otras distribuidoras también retrasaron la publicación de sus estimados oficiales. La masacre también tuvo una consecuencia en la venta de entradas, según informó E! cuando reportó que un espectador en Carolina del Norte había dicho que «esta sala estaba algo vacía». Algunos informes publicados el 21 de julio de 2012 dijeron que los estudios rivales estimaban que la película ganaría entre USD 75 millones y USD 77 millones en su primer día. Warner Brothers poco después publicó una declaración a ABC News donde dijo que, «por respecto a las víctimas y sus familias, [...] no se informará sobre números taquilleros de The Dark Knight Rises a lo largo del fin de semana. [Los] publicaremos el lunes».

#### Internacional
The Dark Knight Rises recaudó USD 448 millones en Norteamérica, y USD 636 millones en otros países, sumando un total internacional de USD 1000 millones. Mundialmente, es la decimoquinta película más recaudadora y la tercera más taquillera de 2012. Tuvo un primer fin de semana mundial de USD 248,9 millones. La cinta estableció un récord mundial del primer fin de semana en IMAX con USD 23,7 millones (Avengers: Age of Ultron la superó con USD 25,2 millones) y también rompió el récord de la película en superar más rápido los USD 500 millones en cines de dicho formato. El director ejecutivo de IMAX, Richard L. Gelfond, explicó esto diciendo: «El público claramente busca y abraza a la película en el modo en que se suponía que la vieran: en IMAX». En el fin de semana del Día del Trabajo estadounidense de 2012, se convirtió en el tercer filme de Warner Bros. y el decimotercero en la historia del cine en superar la marca de USD 1000 millones. También se convirtió en la segunda película (después de Avatar) en alcanzar USD 100 millones en recaudaciones internacionales en IMAX.

#### Norteamérica
The Dark Knight Rises se estrenó el viernes 20 de julio de 2012. Recaudó un estimado de USD 30,6 millones en funciones de medianoche, que es la segunda mayor recaudación en ese horario detrás de Harry Potter y las reliquias de la Muerte: parte 2 (USD 43,5 millones). Sin embargo, estableció un récord de recaudaciones de medianoche en IMAX con USD 2,3 millones (Avengers: Age of Ultron lo superaría luego). La película hizo USD 75,8 millones durante su primer día, logrando, en el momento, la tercera cifra más alta para un primer día. El 23 de julio de 2012, se anunció que la cinta había recaudado USD 160,9 millones en su primer fin de semana, que fue el tercer fin de semana de estreno más alto de todos, en el momento, detrás de The Avengers (USD 207,4 millones) y Harry Poterr y las Reliquias de la Muerte: parte 2 (USD 169,2 millones). Sin embargo, estableció un récord del primer fin de semana para una película en 2D (superando a su predecesora) y un récord del primer fin de semana en IMAX con USD 19 millones (sobrepasando a The Avengers). El filme también estuvo en la cima de la taquilla en su segunda y tercera semanas. En Norteamérica, es la novena película más recaudadora, la segunda más taquillera de 2012, la cuarta del género de superhéroes, y la cuarta basada en cómics.

#### Otros territorios
Fuera de Norteamérica, la película comenzó con USD 88 millones en 7173 cines de tan solo 17 mercados. Estuvo en la cima de la taquilla en otros territorios por cuatro fines de semana consecutivos. Sus tres mayores mercados fueron el Reino Unido, Irlanda y Malta (USD 90,3 millones), donde es la cinta de superhéroes más recaudadora, China (USD 52,8 millones) y Australia (USD 44,2 millones).

### Versión casera
The Dark Knight Rises fue lanzada el 28 de noviembre de 2012 en Hong Kong y Nueva Zelanda. El 3 de diciembre salió a la venta en el Reino Unido, y el 4 de diciembre en Estados Unidos. Está disponible en Blu-ray, DVD y como descarga digital. Coincidiendo con el estreno de la película, se lanzó una caja de la trilogía de The Dark Knight.